# Batailles de Latroun (1948)
Vous lisez un « article de qualité » labellisé en 2008.
Pour les articles homonymes, voir Bataille de Latroun.
Guerre israélo-arabe de 1948-1949
Batailles
- Opération Namal
- Bataille de Latroun
- Bataille d'al-Malikiyya
- Campagne des 10 jours
- Opération Dani
- Opération Dekel
- Opération Kedem
- Opération Avak
- Opération Yoav
- Bataille d'El-Magdel
- Opération Hiram
- Opération Horev
- Bataille de Nitzanim
- Opération Nahshon

Les batailles de Latroun sont cinq batailles qui ont opposé Israéliens et Transjordaniens sur les contreforts de Latroun entre les 25 mai et 18 juillet 1948 pendant la première guerre israélo-arabe.
En mai 1948, la position de Latroun était située en territoire arabe mais contrôlait l'unique route qui reliait Jérusalem à Israël, ce qui lui conférait une importance stratégique majeure dans le contexte de la bataille pour la ville entre Tsahal (l'Armée israélienne) et la Légion arabe jordanienne.
Aucun des cinq assauts lancés par les Israéliens ne leur permit de prendre la position qui resta sous contrôle jordanien jusqu'à la guerre des Six Jours en 1967. La Jérusalem juive put toutefois être ravitaillée par la découverte fortuite d'un chemin permettant d'éviter Latroun et aménagé pour le passage de convois sous le nom de « route de Birmanie ».
La bataille de Latroun a marqué l'imaginaire israélien et constitue un des « mythes fondateurs » de cette nation. L'historiographie l'a tantôt présentée comme « une victoire stratégique illustrant la clairvoyance de David Ben Gourion », qui aurait compris dès le début l'importance cruciale de la position pour le ravitaillement de Jérusalem, tantôt comme « le plus grave échec de toute l'histoire de Tsahal », du fait du nombre de victimes et des échecs répétés. Les historiens estiment aujourd'hui que les attaques coûtèrent la vie à 168 soldats israéliens mais le nombre des victimes a enflé dans les récits pour atteindre le chiffre de 2 000 morts. Elle a pris également une valeur symbolique, du fait de la participation d'immigrants survivants de la Shoah. Les Jordaniens, de leur côté, en conservent l'image d'une « grande victoire », la seule des forces arabes face aux Israéliens lors de la guerre de 1948.
Aujourd'hui, le site est un musée militaire israélien consacré aux corps blindés, ainsi qu'un mémorial de la première guerre israélo-arabe.

## Contexte et enjeux

### Guerre israélo-arabe

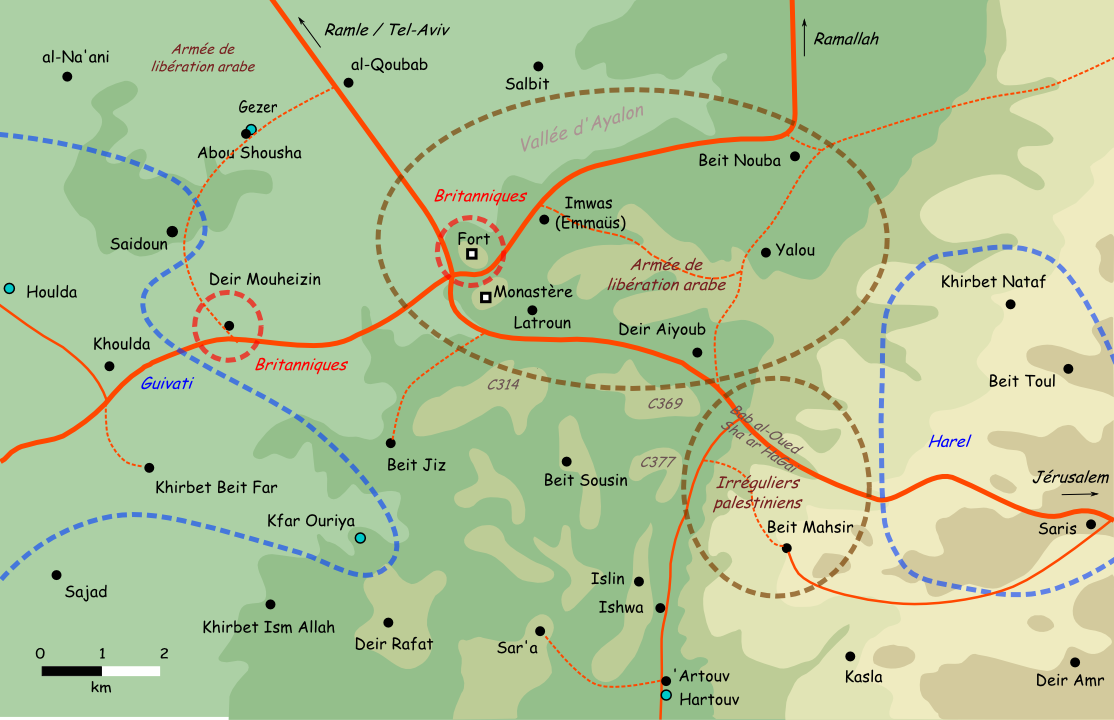
Zone de Latroun (10 mai 1948).

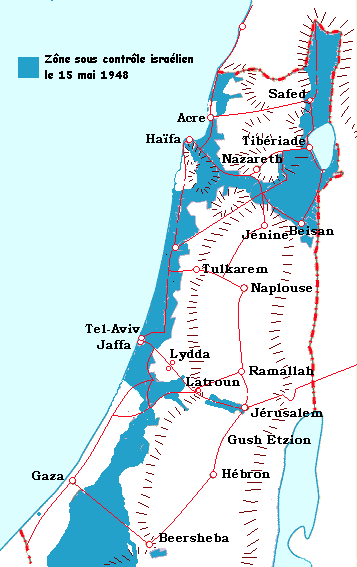
Zone sous contrôle israélien le 15 mai 1948.

À la suite du vote de son plan de partage par l'ONU le 29 novembre 1947, la guerre civile éclate en Palestine mandataire. La situation dans laquelle se trouve la communauté juive de Jérusalem constitue un des points faibles du Yichouv et une préoccupation majeure de ses autorités. Comptant près de 100 000 personnes, soit 1/6 de la population juive totale de Palestine, la ville est en effet isolée au cœur du territoire sous contrôle arabe.
Dès janvier, dans le contexte de la « guerre des routes », la principale faction arabe palestinienne, la Jaysh al-Jihad al-Muqaddas d'Abd al-Kader al-Husseini assiège la ville juive en empêchant le passage des convois de ravitaillement entre Tel-Aviv et Jérusalem. Fin mars, la tactique a payé et la ville est effectivement isolée. L'armée clandestine du Yichouv, la Haganah, lance alors l'opération Nahshon qui permet entre le 4 et le 20 avril de fournir 2 mois de ravitaillement à la ville. À la suite de la mort d'Abd al-Kader al-Husseini, la Comité militaire de la Ligue arabe ordonne à l'autre force arabe en Palestine, l'ALA de déplacer ses forces de Samarie (nord de la Cisjordanie actuelle) vers la route de Jérusalem et les régions de Latroun, Lydda et Ramle.
Mi-mai, la situation pour les 50 000 habitants arabes de la ville et les 30 à 40 000 des faubourgs n'est pas meilleure. Après le massacre de Deir Yassin et l'offensive juive d'avril qui a déclenché l'exode massif des Arabes palestiniens dans les autres villes mixtes, la population arabe de Jérusalem est effrayée et craint pour son sort. Dès le départ des Britanniques le 14 mai, la Haganah lance une série d'opérations pour la prise de contrôle de la ville et les dirigeants arabes lancent des appels alarmistes au roi Abdallah 1er de Transjordanie afin que son armée vienne à leur secours.
En plus de son importance stratégique, la ville de Jérusalem comporte également une valeur symbolique importante pour les protagonistes en tant que lieu saint du judaïsme, du christianisme et de l'islam.
Aux alentours du 15 mai, la situation en Palestine est chaotique. Les forces juives ont pris l'avantage sur les forces arabes, mais elles redoutent l'intervention des États arabes prévue pour le 15 mai.

### Latroun

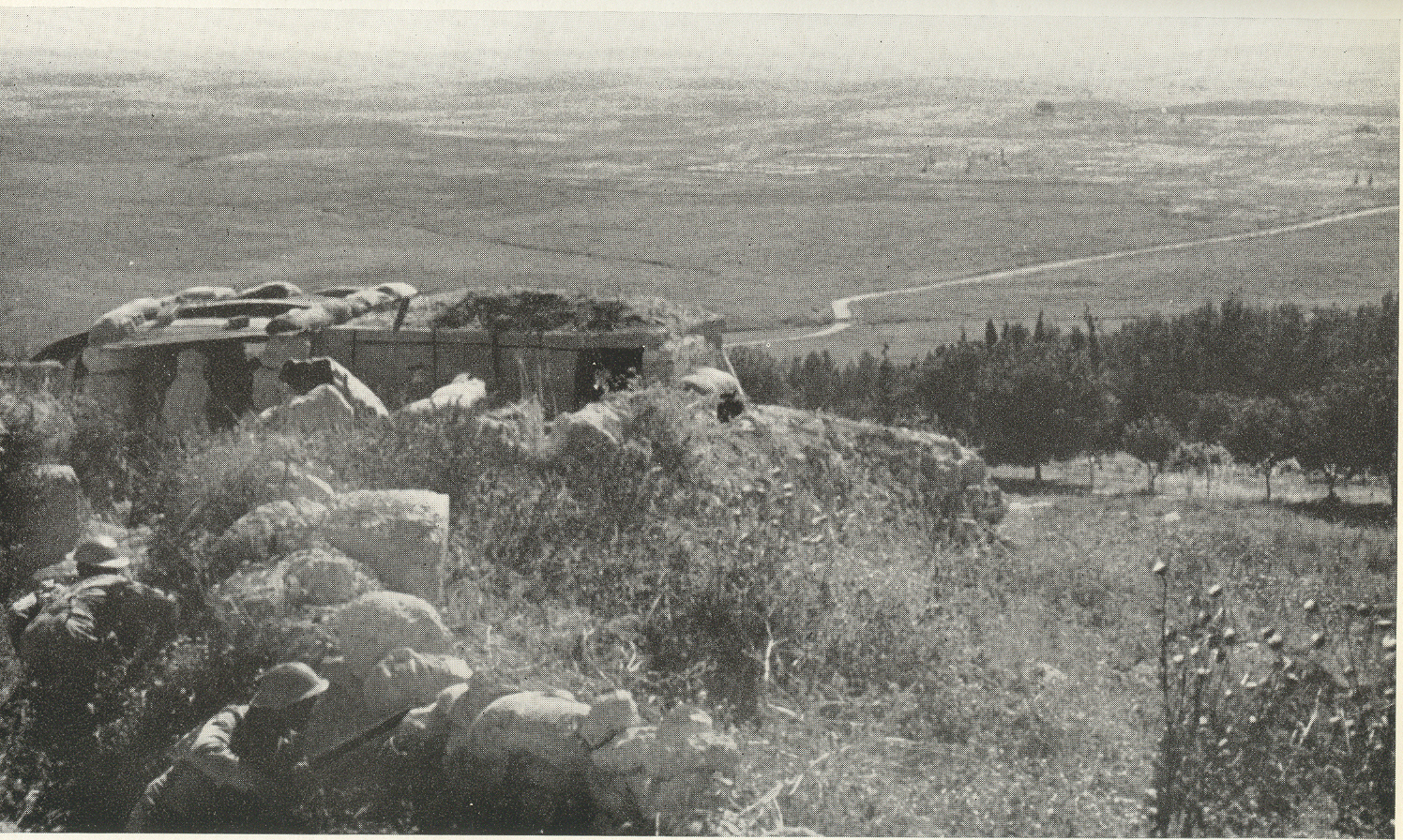
La position de Latroun domine la vallée d'Ayalon sur son côté nord.

La place de Latroun se situe au carrefour de la route Tel-Aviv - Lydda - Ramle - Jérusalem et de celle de Ramallah - Ashdod dans la zone attribuée à l'État arabe par le plan de partage de la Palestine. À cet endroit, la route de Jérusalem entre dans les premiers contreforts montagneux de Judée au lieu-dit de Bab al-Oued en arabe ou Sha’ar HaGai en hébreu. Du fait de sa position en hauteur, elle domine la vallée d'Ayalon et la force qui l'occupe commande la route de Jérusalem.
En 1948, la zone comporte un camp de détention et un poste de police fortifié occupés par les Britanniques, un monastère trappiste et plusieurs villages arabes dont Latroun, Imwas, Deir Ayoub, Yalou et Beit Nouba.
Durant la guerre civile, après la mort d'Abd al-Qader al-Husseini, les forces de l'Armée de libération arabe se sont positionnées autour du poste de police et dans les villages alentour dans l'indifférence des Britanniques. Ils attaquent régulièrement les convois de ravitaillement se dirigeant vers Jérusalem-Ouest.
Les États-Majors israélien et jordanien n'ont à ce moment pas encore pris pleine mesure de l'importance stratégique de l'endroit.

## Chronologie des événements

### Mouvements militaires avant la bataille

#### Opération Maccabée (8-16 mai)

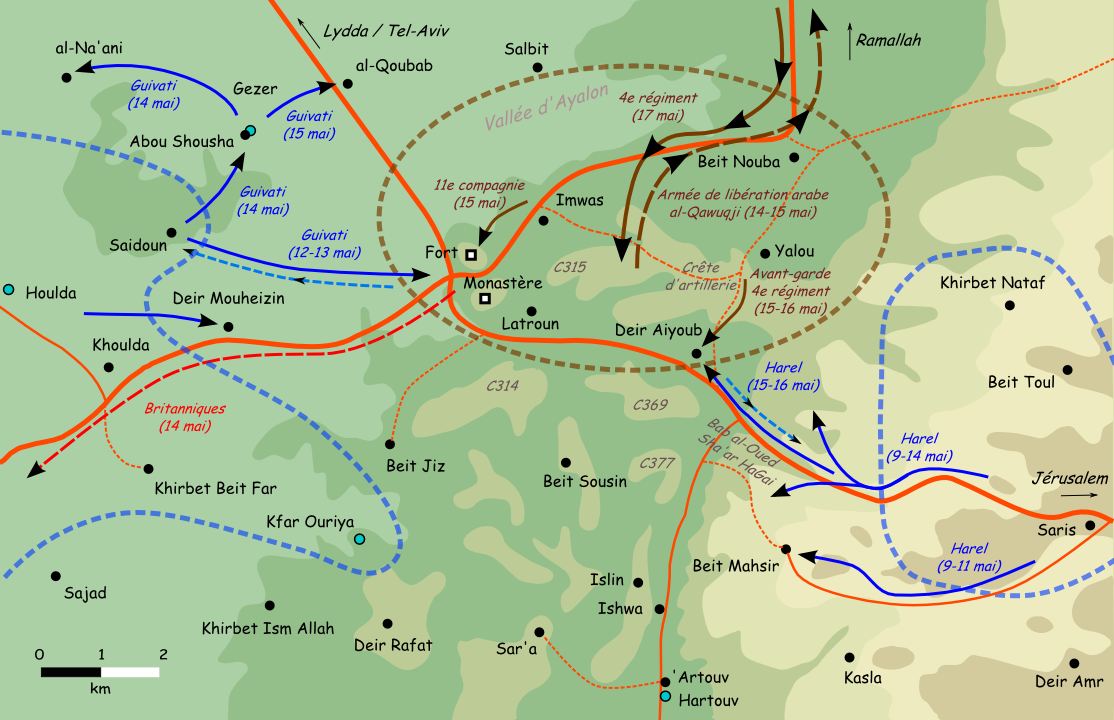
Zone de Latroun (alentours du 15 mai 1948).

Le 8 mai, la Haganah lance l'opération Maccabée contre l'Armée de libération arabe et les irréguliers palestiniens qui occupent plusieurs villages de la route de Jérusalem et empêchent le ravitaillement de sa communauté juive. La 5e brigade Guivati (à l'ouest) et la 10e brigade Harel (à l'est) sont engagées dans des combats notamment dans la zone de Latroun,.
Entre le 9 et le 11 mai, un bataillon de la brigade Harel attaque et prend le village de Beit Mahsir qui sert de base aux Palestiniens pour le contrôle de Bad al-Oued. Le bataillon Sha'ar HaGai de la brigade Harel prend également position sur les collines au nord et au sud de la route. Il est soumis au feu de l'artillerie de l'Armée de libération arabe ainsi qu'à celui, « inhabituel » de véhicules blindés britanniques mais il parvient à tenir la position et s'y « enterre »,.
À l'ouest, le 12 mai, des hommes de la brigade Guivati prennent le camp de détention britannique sur la route menant à Latroun, mais l'abandonnent le lendemain. Entre les 14 et 15 mai, son 52e bataillon prend les villages d'Abou Shousha, al-Na'ani et al-Qoubab au nord de Latroun, coupant ainsi la zone de Lydda, la principale ville arabe du secteur. Lapierre et Collins rapportent également qu'une section de la brigade Guivati tire, puis pénètre sans résistance dans le fort de police le 15 mai au matin.
À nouveau à l'est, le 15 mai, les hommes de la brigade Harel prennent Deir Aiyoub qu'ils évacuent néanmoins le lendemain.
C'est à ce moment que les officiers israéliens sur le terrain prennent conscience de l'importance stratégique de Latroun. Un rapport circonstancié est envoyé du Quartier général de la brigade Harel au Quartier général du Palmah, et conclut que « la jonction de Latroun devient le point décisif de la bataille [de Jérusalem] » mais « cette appréciation ne sera partagée par l'État-Major qu'une semaine plus tard ». Entre-temps, à la suite de l'avance de l'armée égyptienne, la brigade Guivati reçoit l'ordre de se redéployer plus au sud et la brigade Harel dans le secteur de Jérusalem.
Cette décision de quitter la zone et le fait de ne pas en avoir perçu l'importance feront controverse entre Yigaël Yadin, le chef des opérations de la Haganah et Yitzhak Rabin, le commandant de la brigade Harel.

#### Prise de contrôle par la Légion arabe

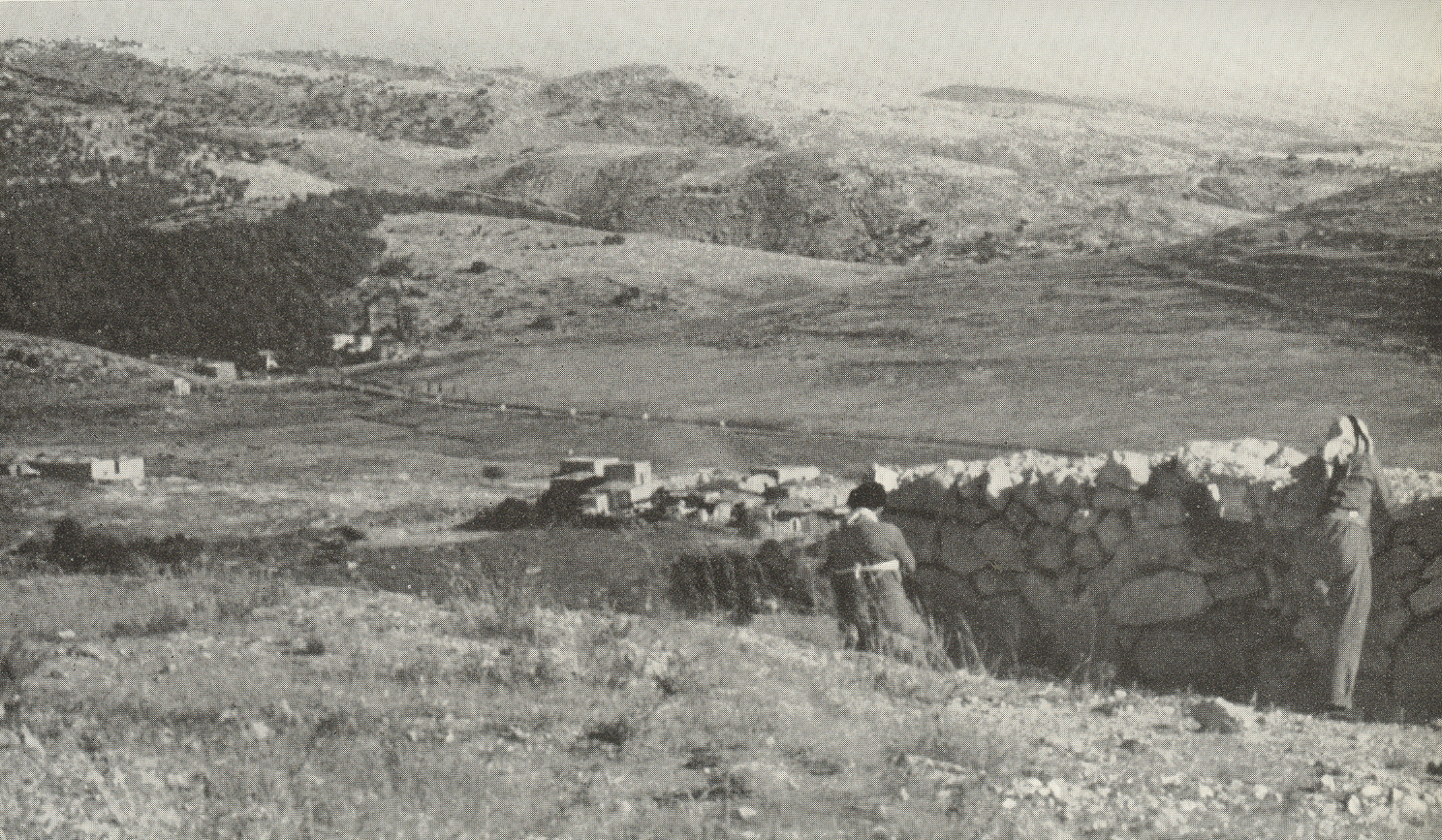
Au sud, la position de Latroun domine la route de Jérusalem. À gauche de la photo, la zone boisée est la zone de Bab al-Oued.

Lors de la confusion qui règne les tout derniers jours du mandat britannique et avec l'entrée en guerre des armées arabes, la position de Latroun va changer de mains en dehors de tout combat.
Tout d'abord, aux alentours du 14 mai (ou le 15 mai), ordre est donné à Fawzi al-Qawuqji et à ses forces de l'Armée de libération de se retirer et laisser la place à la Légion arabe. Selon l'historien Yoav Gelber, ce départ s'effectue avant l'arrivée des troupes jordaniennes à Latroun et la position n'est plus tenue que par 200 irréguliers,. L'historien Benny Morris indique toutefois quant à lui qu'une section de légionnaires de la 11e compagnie accompagnée d'irréguliers est présente et s'empare du fort,,. En effet, en tant que force auxiliaire des Britanniques en Palestine mandataire, plusieurs éléments de la Légion arabe servent en Palestine durant la fin du mandat. Les Britanniques ont promis que ces unités se seront retirées de Palestine pour la fin avril mais « pour des raisons techniques », plusieurs compagnies ne quittent pas le pays.
Le 15 mai, les pays arabes entrent en guerre et des contingents syriens, irakiens, jordaniens et égyptiens envahissent la Palestine. Parmi ceux-ci, le corps expéditionnaire jordanien est constitué principalement d'une force d'élite mécanisée encadrée par des officiers britanniques et nommée « Légion arabe ». Il comprend :
- la 1re brigade[Note 8] comprenant les 1er et 3e régiments qui se dirige vers Naplouse au nord de la Samarie ;
- la 3e brigade sous les ordres du colonel Ashton (en) comprenant le 2e régiment sous les ordres du Major Geoffrey Lockett[26] et du 4e régiment sous les ordres du lieutenant-colonel Habes al-Majali qui prend position à Ramallah au centre de la Samarie ;
- des 5e et 6e régiments qui agissent de manière indépendante.

John Bagot Glubb, le commandant de la Légion arabe, prend le premier conscience de l'importance stratégique de Latroun dans la bataille de Jérusalem. Son objectif est double. Il souhaite empêcher les Israéliens de renforcer Jérusalem et de l'approvisionner, et il veut faire diversion pour tenir les forces de la Haganah loin de la ville, assurant aux Arabes le contrôle de Jérusalem-Est.
En sus de la 11e compagnie déjà présente, il y envoie tout le 4e régiment. Dans la nuit du 15 au 16 mai, un premier contingent de 40 légionnaires secondé par un nombre indéterminé de bédouins renforce la position et le reste du régiment atteint la zone le 17 mai.
Le 18 mai, les forces de la Légion arabe se sont déployées entre Latroun et Bab al-Oued et la route est à nouveau bloquée,. Il faut plusieurs jours à l'État-Major israélien pour se rendre compte de la position réelle des forces jordaniennes autour de Latroun et Jérusalem car celles-ci, particulièrement redoutées, ont été annoncées présentes à plusieurs endroits du pays.

#### Situation à Jérusalem

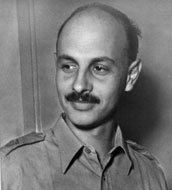
Lieutenant général Yigaël Yadin, chef des opérations de Tsahal durant la première guerre israélo-arabe.

À Jérusalem, après des offensives réussies qui permettent aux forces juives de prendre le contrôle des bâtiments et des places-fortes abandonnées par les Britanniques, Glubb Pacha envoie le 3e régiment de la Légion renforcer les irréguliers arabes et combattre les forces juives. De violents combats les opposent et les positions juives dans la vieille ville de Jérusalem sont menacées (celle-ci tombera d'ailleurs le 28 mai). L'étau se resserre autour de la ville : les 22 et 23 mai, la seconde brigade égyptienne, composée de plusieurs bataillons d'irréguliers et de plusieurs unités de l'armée régulière, atteint les faubourgs sud de Jérusalem et participe à l'attaque de Ramat Rachel au sud de celle-ci.
Glubb sait toutefois que l'Armée israélienne sera un moment ou l'autre plus forte que la sienne et qu'il faut empêcher le renforcement des brigades Harel et Etzioni pour sécuriser Jérusalem-Est. Il redéploie ses forces le 23 mai pour renforcer le blocus. L'Armée irakienne, maintenant secondée de blindés, relève les éléments de la Légion dans le nord de la Samarie et ces derniers sont déployés vers le secteur de Jérusalem. Le 2e régiment de la Légion fait mouvement vers Latroun. C'est donc une brigade jordanienne entière qui se positionne dans ce secteur.
Dans le camp israélien, plusieurs dirigeants de la ville juive envoient à David Ben Gourion des télégrammes alarmistes, où ils décrivent la situation comme désespérée et où ils estiment ne pouvoir tenir que 2 semaines. Craignant que sans approvisionnement et sans renforts, la ville ne finisse par totalement tomber, Ben Gourion donne l'ordre de prendre la position de Latroun. La décision semble stratégiquement nécessaire, mais politiquement délicate, car Latroun se trouve suivant les termes du plan de partage dans la partie arabe et cette attaque est donc contraire aux accords de non-agression conclus avec le roi Abdallah, Cette décision voit également l'opposition très vive du chef des opérations, Yigaël Yadin qui estime qu'il y a bien d'autres priorités militaires à ce moment, notamment sur le front sud, où l'Armée égyptienne risque de menacer Tel-Aviv si Yad Mordechaï tombe. Mais c'est David Ben Gourion qui fixe la politique militaire d'Israël. Ce différend va influencer l'historiographie de la bataille et sera débattu en Israël pendant de longues années.

### OpérationBen Nun(24-25 mai)

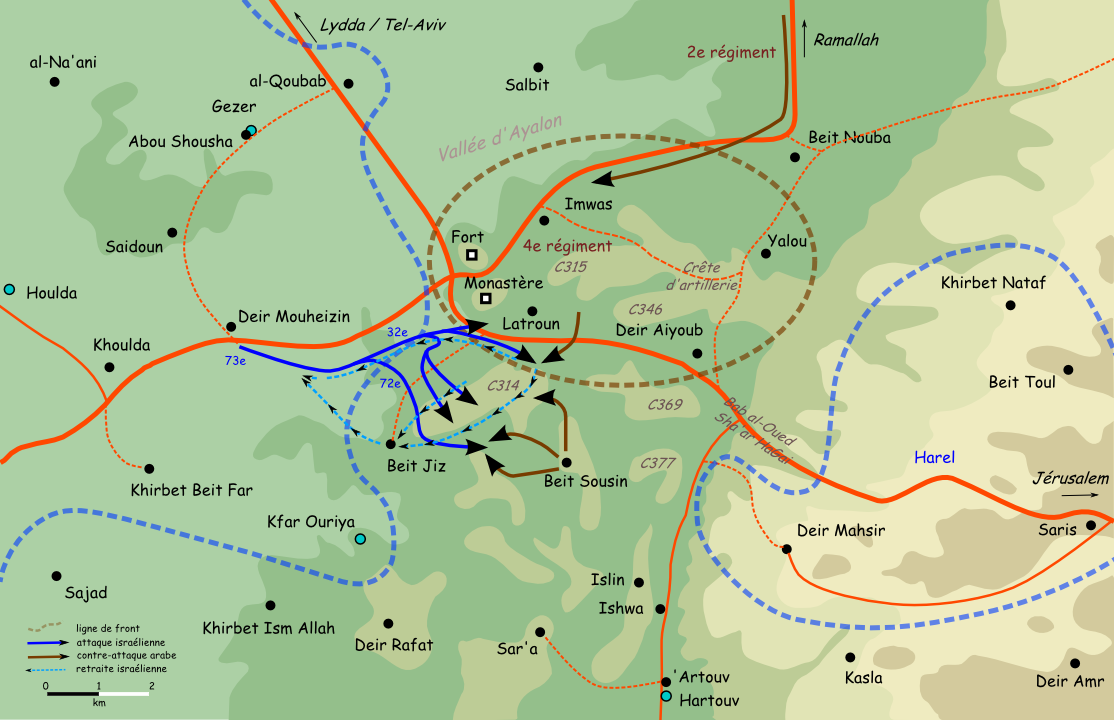
Opération Ben-Nun (24-25 mai 1948).

La tâche de mener l'opération Ben Nun (fils de Nun, en référence à Josué, fils de Nun, conquérant du pays de Canaan selon le récit biblique), est confiée à Shlomo Shamir, un ancien officier de l'Armée britannique.
Il dispose de 450 hommes de la 3e brigade Alexandroni et de 1 650 hommes de la 7e brigade Sheva, en cours de constitution. Parmi ces hommes se trouvent entre 140 à 145 immigrants qui viennent de débarquer en Israël, soit environ 7 % des effectifs. Son armement lourd se limite à deux canons de montagne français de 1906 surnommés les « Napoleonchiks », un canon de 88 avec 15 obus, une « Davidka », 10 mortiers de 3 pouces et 12 véhicules blindés. Trois cents soldats de la 10e brigade Harel auraient également participé au combat mais par hasard en apprenant l'assaut grâce à des transmissions radios.
Les forces jordaniennes sont sous les ordres du lieutenant-colonel Habes al-Majali. Il dispose du 4e régiment et de 600 volontaires jordaniens secondés par 600 volontaires locaux. Le 2e régiment de la brigade, commandée par le Major Geoffrey Lockett, vient de quitter Jérusalem et arrive à Latroun pendant la bataille. La brigade totalise 2 300 hommes secondés par 800 auxiliaires. Elle dispose de 35 véhicules blindés dont 17 de type Marmon-Herrington (en) armés chacun d'un canon antichar de 40 mm. Au niveau artillerie, elle est appuyée par 8 canons de 88 mm, 8 de 57 mm, 10 de 40 mm ainsi que de 16 mortiers de 3 pouces.
L'heure H est initialement fixée à minuit le 23 mai, mais elle est retardée de 24 heures parce qu'il n'a pas été possible de rassembler les effectifs et l'armement à temps. Aucune opération de reconnaissance n'a été effectuée, et les Israéliens ignorent la composition des forces ennemies. Les rapports de renseignements ne parlent que de « forces locales irrégulières ».
Le 24 mai à 19 h 30, Shlomo Shamir est prévenu qu'une force ennemie de 120 véhicules, comprenant blindés et artillerie, se dirige probablement vers Latroun. Il faut donc attaquer le plus rapidement possible. L'heure H est avancée de deux heures et fixée à 22 h.
L'attaque est prévue sur deux axes :
- le bataillon de la brigade Alexandroni s'emparera du hameau de Latroun, du poste de police puis du village d'Imwas afin de bloquer tout nouveau renfort arabe, et également protéger le passage du convoi de ravitaillement ;
- le 72e bataillon contournera la position par le sud pour rejoindre la route de Jérusalem au niveau du défilé de Bab al-Oued ; il traversera la route et gravira les crêtes pour prendre Deir Aiyoub (en), Yalou et Beit Nouba, et enfin s'embusquera sur place pour couvrir le passage du convoi. Il sera soutenu par trois automitrailleuses et deux half-tracks du 73e bataillon[31].

Dans la nuit, un imprévu survient : une barricade sur la route que doit emprunter la brigade pour attaquer doit être démantelée. L'heure H est une fois de plus changée pour être fixée à minuit. En définitive, la colonne ne démarre qu'entre 2 et 5 heures du matin et ne pourra bénéficier de l'obscurité pour l'attaque.
Les assaillants sont rapidement repérés, ce qui prive les Israéliens de l'effet de surprise. À 4 heures du matin, la bataille s'engage. Les forces israéliennes sont soumises à des tirs nourris. L'artillerie tente d'intervenir, mais tombe rapidement à court de munitions ou n'est pas à portée pour assurer un tir de contre-batterie,,.
Devant l'échec total de l'attaque, Shlomo Shamir ordonne la retraite à 11 h 30. Mais celle-ci s'effectue à découvert, sous un soleil de plomb et alors que les soldats n'ont pas d'eau. De nombreux hommes sont tués ou blessés par les tirs arabes. Ce n'est qu'à 14 h que les derniers blessés atteignent les autobus quittés le matin,. La Légion arabe n'exploite néanmoins pas cette victoire alors qu'elle pourrait facilement effectuer une contre-attaque jusqu'au quartier-général israélien situé à Houlda.
Les Jordaniens et les irréguliers arabes comptent cinq morts et six blessés. Les Israéliens dénombrent 72 morts (52 hommes du 32e bataillon et 20 du 72e), 6 prisonniers et 140 blessés.
Ariel Sharon, futur Premier ministre d'Israël, mais alors lieutenant, commande une section du 32e bataillon et est gravement blessé à l'estomac au cours de la bataille.

### Réorganisation du front central
À la fin du mois de mai, David Ben Gourion est convaincu que la Légion arabe compte occuper la totalité de Jérusalem. De plus, avec l'encerclement et les combats, la situation s'y détériore : la ville ne dispose plus de réserve de carburant, de pain, de sucre et de thé que pour 10 jours, et de l'eau pour 3 mois. Pour Glubb, il s'agit toujours d'empêcher les Israéliens de renforcer la ville et de prendre le contrôle de sa partie arabe.
Le 29 mai, le Conseil de sécurité annonce sa volonté d'instaurer un cessez-le-feu de 4 semaines, ce qui gèlera les lignes de front et empêchera le ravitaillement de la ville.
Militairement, la 10e brigade Harel est à bout de force et Ben Gourion lui détache un bataillon de la 6e brigade Etzioni. Il estime impératif que la 7e brigade rejoigne les forces de Jérusalem ainsi qu'un contingent de 400 nouvelles recrues pour renforcer la 10e brigade, d'autant que de plus en plus d'armements sont arrivés en Israël par les airs ainsi que des chasseurs en pièces détachées, maintenant prêts au combat. Le commandement de la 7e brigade de son côté désire également neutraliser les effets négatifs de la débâcle sur le moral des troupes et son prestige.
Le front central est réorganisé et son commandement confié à un volontaire américain combattant dans le camp israélien, le colonel David Marcus, nommé Alouf (général de division). Il prend la tête des 6e et 7e brigades, Etzioni et Sheva, et de la 10e brigade Harel du Palmah.

### OpérationBen Nun Bet(30-31 mai)

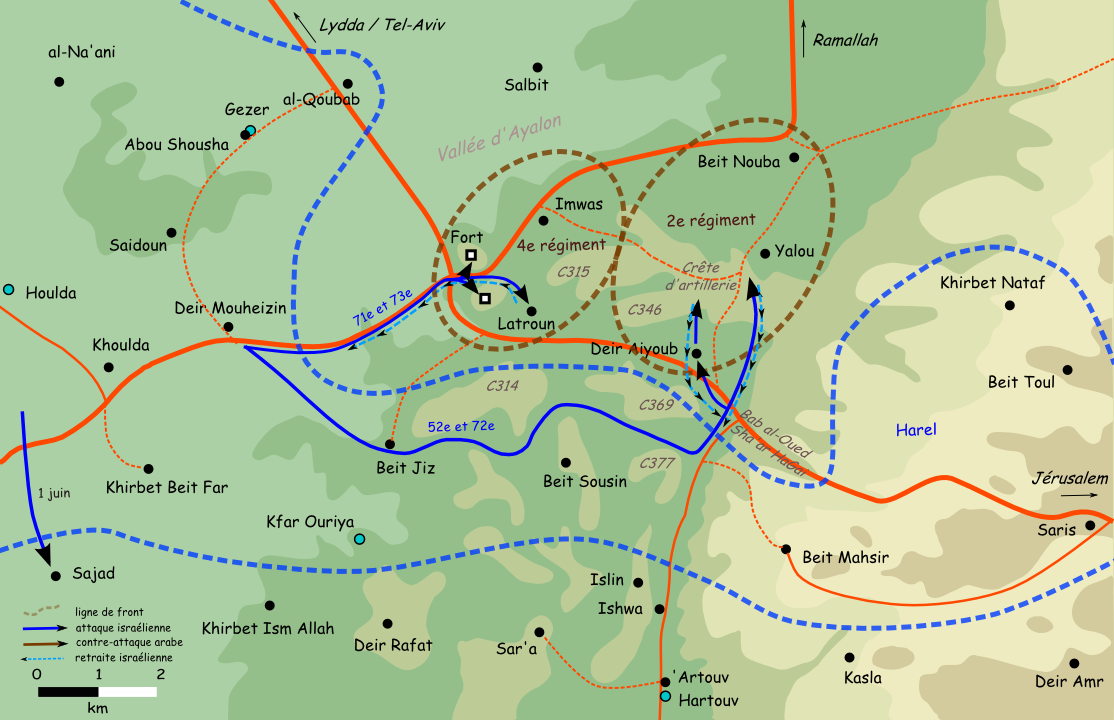
Opération Ben-Nun Bet (30-31 mai 1948).

Le commandement de l'opération est à nouveau confié à Shlomo Shamir, qui dispose de la 7e brigade et du 52e bataillon de la brigade Guivati qui remplace le 32e décimé par la bataille précédente,. Le 73e bataillon est une force blindée comprenant 13 half-tracks armés de lance-flammes et 22 auto-mitrailleuses de fabrication locale.
Les Israéliens envoient de nombreuses patrouilles en reconnaissance, mais ils n'ont toutefois pas d'idée claire des forces adverses. Ils s'attendent à affronter 600 hommes de la Légion et de l'Armée de libération arabe, soit une force insuffisante pour tenir le front de 4 km du versant de Latroun. Les Transjordaniens disposent en fait toujours d'un brigade complète, et sont secondés par plusieurs centaines d'irréguliers.
Tenant compte des erreurs de l'attaque précédente, cette nouvelle attaque est organisée avec une « précision d'horloger » et la zone d'où doivent s'élancer les forces a été « nettoyée » le 28 mai, notamment les deux hameaux de Beit Jiz et Beit Sousin, d'où une contre-attaque avait été lancée par les miliciens arabes lors de la première bataille, ainsi que la « colline 369 »,.
L'attaque est à nouveau prévue sur deux axes :
- les 72e et 52e bataillons d'infanterie doivent procéder par surprise, à pied, à un long mouvement de contournement par le sud jusqu'à Beit Sousin pour ensuite prendre Bab al-Oued puis attaquer respectivement Deir Aiyub et Yalou pour ensuite obliquer vers le village de Latroun et l'attaquer par l'est ;
- les 71e bataillon d'infanterie et 73e bataillon mécanisé doivent prendre d'assaut le poste de police, le monastère et le village de Latroun par le sud-ouest.

Vers minuit, les hommes du 72e et 52e passent en silence à Bab al-Oued, puis se séparent vers leur objectif respectif. Une compagnie prend Deir Aiyub, qui est vide, mais est ensuite surprise tandis qu'elle escalade la colline avoisinante. Elle subit le tir conjoint de l'artillerie et des mitrailleuses de la Légion. 13 hommes sont tués et plusieurs sont blessés. La compagnie composée d'immigrants bat alors en retraite vers Bab al-Oued. Le 52e bataillon qui se prépare à ce moment à prendre la colline devant Yalou reçoit l'ordre de faire retraite également.
Sur l'autre front, les forces se divisent en deux. Les fantassins du 71e prennent rapidement le monastère, puis se battent pour la prise du village. De l'autre côté, l'artillerie israélienne a réussi à neutraliser les armes du fort. Les half-tracks franchissent la barrière de défense et les lance-flammes prennent les défenseurs au dépourvu. Toutefois, la lumière dégagée par l'incendie qu'ils provoquent détruit leur couverture nocturne et ils deviennent des cibles faciles pour les canons de 60 mm jordaniens déployés dans la zone. Ils sont rapidement neutralisés et détruits. Les sapeurs parviennent malgré tout à faire exploser la porte, mais dans la confusion ne sont pas suivis par les fantassins. Haim Laskov (en), chefs des opérations sur ce front, ordonne alors à la compagnie D du 71e bataillon restée en réserve d'intervenir, mais un des soldats fait accidentellement exploser une mine, provoquant la mort de 3 hommes et en blessant de nombreux autres. L'explosion attire un feu nourri de l'artillerie jordanienne, lequel provoque la panique du reste des hommes, qui s'enfuient vers l'ouest.
La bataille n'est pas encore perdue pour les Israéliens, mais l'aube approchant, Laskov estime que ses hommes ne pourront pas tenir face à une contre-attaque de la Légion, et il préfère ordonner la retraite. Il est temps également pour les Jordaniens dont le 4e régiment est complètement à court de munitions.
Le 73e bataillon a subi près de 50 % de pertes et l'ensemble des forces engagées compte 44 morts et le double de blessés. Selon les sources, la Légion compte entre 12 et 20 morts dont le lieutenant commandant le fort. Les Jordaniens annoncent de leur côté 2 morts dans leur camp et 161 chez les Israéliens.
David Marcus attribuera la responsabilité de la défaite à l'infanterie, déclarant : « la couverture d'artillerie était correcte. Les blindés étaient bons. L'infanterie, très mauvaise ». Benny Morris estime quant à lui que l'erreur fut plutôt de disperser les forces sur plusieurs objectifs au lieu de concentrer toute la brigade sur l'objectif principal : le fort.

### Route de Birmanie

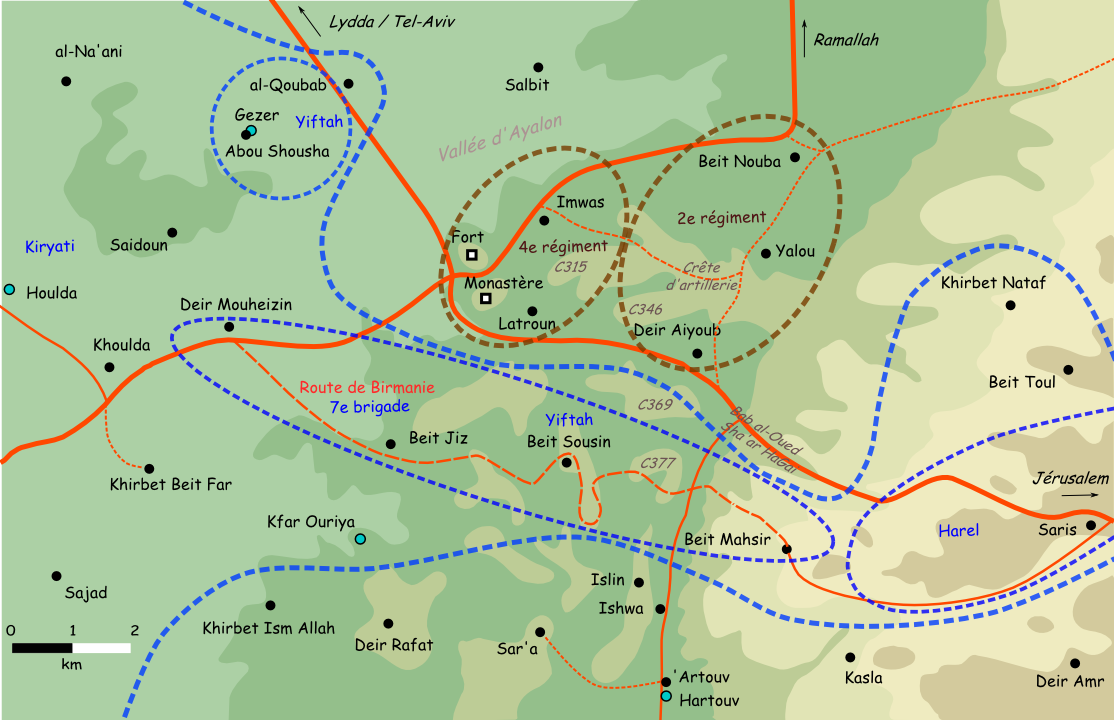
Route de Birmanie sous la garde de la 7e brigade.

Le 28 mai, après la prise de contrôle de Beit Sousin, les Israéliens contrôlent un étroit corridor entre la côte et Jérusalem. Toutefois, ce couloir n'est parcouru par aucune route qui permettrait le passage de camions.
Une patrouille d'hommes du Palmah se déplaçant à pied découvre des pistes qui relient entre eux plusieurs villages abandonnés dans les collines au sud de la route contrôlée par la Légion arabe. Dans la nuit du 29 au 30 mai, des jeeps envoyées dans les collines confirment qu'il y existe un chemin carrossable.
La décision est alors prise d'aménager une route dans la zone. On lui donne le nom de « route de Birmanie », en référence à la route de ravitaillement entre la Birmanie et la Chine construite par les Britanniques durant la Seconde Guerre mondiale.
Les ingénieurs se mettent immédiatement à l'ouvrage pour aménager la route tandis que des convois de jeeps, de mules et de chameaux sont organisés depuis Houlda pour transporter des mortiers et des canons de 65 mm à Jérusalem. Sans en connaître les objectifs, les Jordaniens réalisent que des travaux sont en cours dans les collines. En réponse, ils effectuent quelques tirs d'artillerie, tirs qui auraient été rapidement interrompus sur l'ordre de leur supérieur anglais, et envoient des patrouilles pour perturber les travaux, mais sans succès.
Toutefois, c'est de nourriture dont les habitants de la Jérusalem juive ont avant tout besoin. À partir du 5 juin, les ingénieurs israéliens commencent à aménager la route de manière qu'elle permette le passage des camions de transports civils nécessaires au ravitaillement de la ville. Cent cinquante ouvriers, travaillant en 4 équipes, se relaient également pour installer un pipeline destiné à alimenter en eau la ville juive, car l'autre pipeline, passant par Latroun, a été coupé par les Jordaniens,.
Dans Ô Jérusalem, Dominique Lapierre et Larry Collins relatent une action héroïque, quand dans la nuit du 6 au 7 juin, devant la situation critique de Jérusalem et pour redonner espoir à la population, 300 habitants de Tel-Aviv sont réquisitionnés pour transporter à dos d'hommes, sur les quelques kilomètres non encore carrossables, de quoi ravitailler les habitants de Jérusalem pour un jour de plus.
La première phase des travaux est achevée pour la trêve du 10 juin et le 19 juin, un convoi de 140 camions, transportant chacun 3 tonnes de marchandises ainsi que de nombreuses armes et munitions atteint Jérusalem. Le siège de la ville est définitivement levé.
Cette réussite israélienne est ponctuée d'un incident qui a marqué les mémoires : la mort de David Marcus, tué accidentellement par une sentinelle israélienne durant la nuit du 10 au 11 juin,.

### OpérationYoram(8-9 juin)

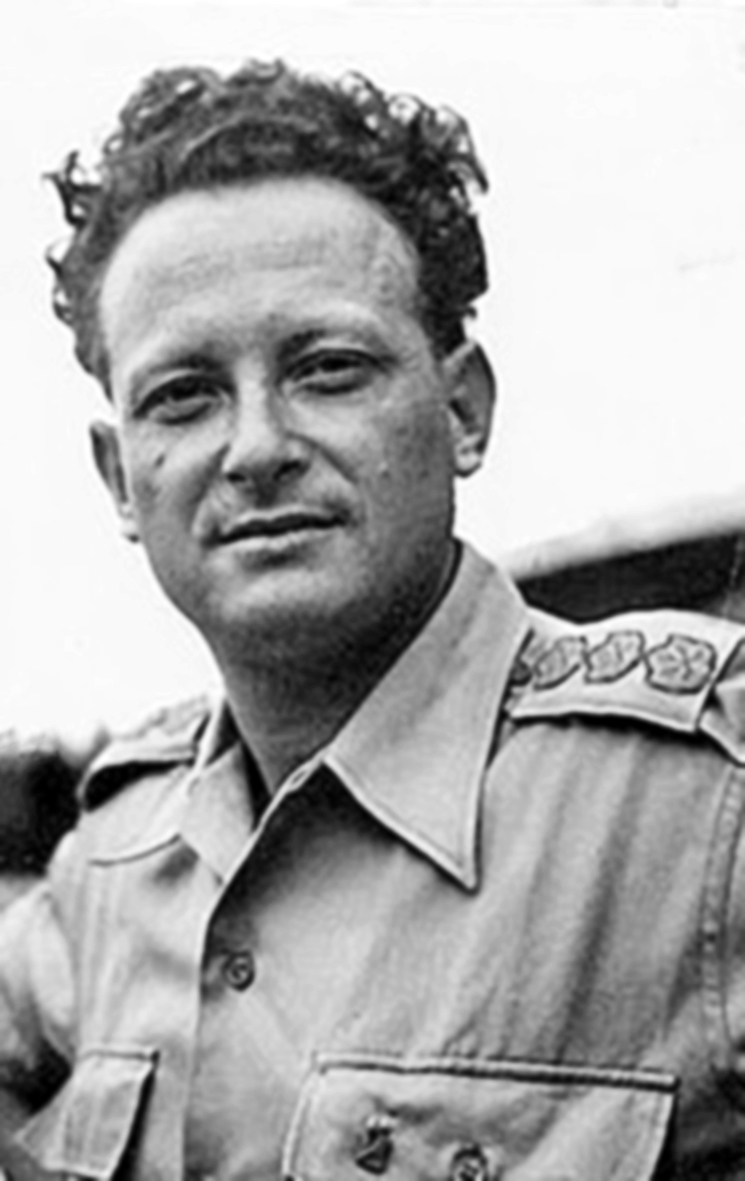
Major général Yigal Allon, chef des opérations Yoram et Dani, notamment.

Entre le 30 mai et le 8 juin, la situation entre les armées israélienne et arabes a peu évolué marquant plutôt un statu quo sur le terrain. Elles se sont livrées à des combats violents et ont subi de lourdes pertes. Épuisées, elles accueillent favorablement le cessez-le-feu que les Nations unies ont réussi à imposer pour le 11 juin.
C'est dans ce contexte que David Ben Gourion prend la décision de retirer du front de Galilée la 11e brigade Yiftah, une unité d'élite sous les ordres de Yigal Allon pour lancer juste avant la trêve un troisième assaut contre Latroun.
Ils disposeront d'un soutien d'artillerie constitué de 4 canons de 65 mm et de 4 mortiers de 120 mm faisant partie de l'armement lourd récemment livré à Israël.
Cette fois, l'État-Major opte pour une attaque concentrée menée par le sud au centre du dispositif de la Légion avec plusieurs attaques de diversion portées sur le nord du dispositif jordanien :
- un bataillon de la brigade Harel devra prendre la colline 346 située entre les 4e et 2e régiments de la Légion ;
- un bataillon de la brigade Yiftah longera ensuite la colline 346 pour prendre la colline 315 par l'est et de là attaquer Latroun et le poste de police ;
- un bataillon de la brigade Yiftah effectuera des attaques de diversions sur Salbit (en), Imwas et Beit Nouba.

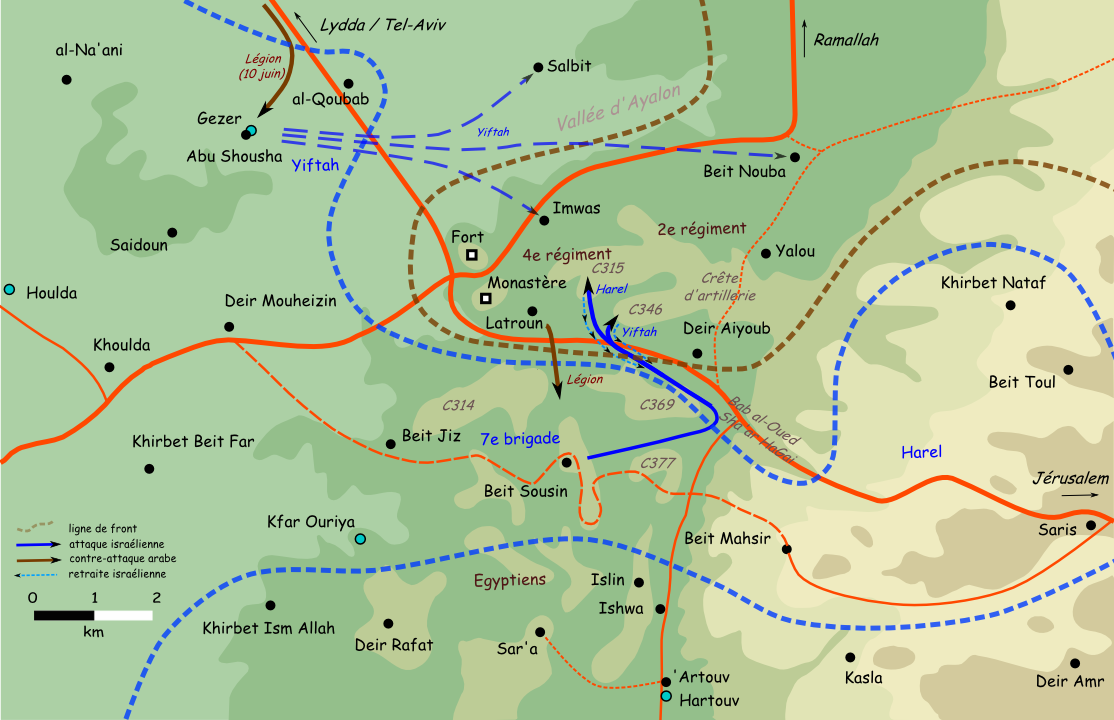
Opération Yoram (8-9 juin 1948).

L'opération israélienne débute par un barrage d'artillerie sur le fort, le village de Latroun et les positions environnantes. Les collines 315 et 346, chacune occupée par une compagnie de la Légion, ne sont pas visées pour ne pas alerter les Jordaniens.
Les hommes de la Harel progressent alors à pied en partant de Bab al-Oued mais se trompent de chemin et attaquent la colline 315. Repérés par les sentinelles, ils sont pris pour cible, se lancent à l'assaut et engagent un combat au corps à corps. Les légionnaires sont délogés mais contre-attaquent avec violence, allant jusqu'à demander des tirs d'artillerie sur leur propre position. Les Israéliens comptent de lourdes pertes. Quand les hommes de la Yiftah arrivent au pied de la colline 346, ils subissent des tirs d'armes à feu, des lancers de grenade puis des tirs d'artillerie. Pensant être pris pour cible par les hommes de la Harel, ils demandent par radio au Quartier général de faire stopper le feu, ce que ce dernier refuse, ne croyant pas que ce qui est relaté se produit vraiment. Ils restent alors sur place.
La confusion chez les Jordaniens est tout aussi grande que chez les Israéliens, avec la chute de la colline 315 et les attaques de diversion qui bien que faisant peu de victimes sèment beaucoup de troubles.
Le matin approchant et étant incapable d'évaluer la situation, le Quartier général israélien donne à 5 h 30 l'ordre aux soldats de faire retraite sur Bad al-Oued.
Les pertes sont importantes. Le bataillon de 400 hommes de la Harel décompte 16 morts et 79 blessés et celui de la Yiftah, une poignée de morts et de blessés. La Légion décompte de son côté plusieurs douzaines de victimes.
Le lendemain, les Jordaniens lancent deux contre-attaques. La première vise Beit Sousin. Les légionnaires parviennent à prendre plusieurs avant-postes israéliens mais ne peuvent les tenir plus de quelques heures. Les combats font 8 morts et une vingtaine de blessés côté israélien,. La seconde vise le kibboutz Gezer d'où sont parties les attaques de diversion. Une force de la taille d'un bataillon, composée de légionnaires et d'irréguliers et appuyée par une douzaine de véhicules blindés, attaque le kibboutz au matin. Celui-ci est défendu par 68 soldats de la Haganah (dont 13 femmes). Après une bataille de quatre heures, le kibboutz est pris. Une douzaine de défenseurs parviennent à s'enfuir ; la plupart des autres se rendent et un ou deux sont exécutés. Les légionnaires protègent les prisonniers des irréguliers et le lendemain libèrent les femmes. Le bilan est de 39 morts côté israélien et de 2 morts chez les légionnaires. Le kibboutz est également pillé par les irréguliers. Les légionnaires évacuent la zone après les combats et le soir, des hommes de la Yiftah reprennent le kibboutz aux irréguliers.

### Offensives menées lors de l'opérationDani

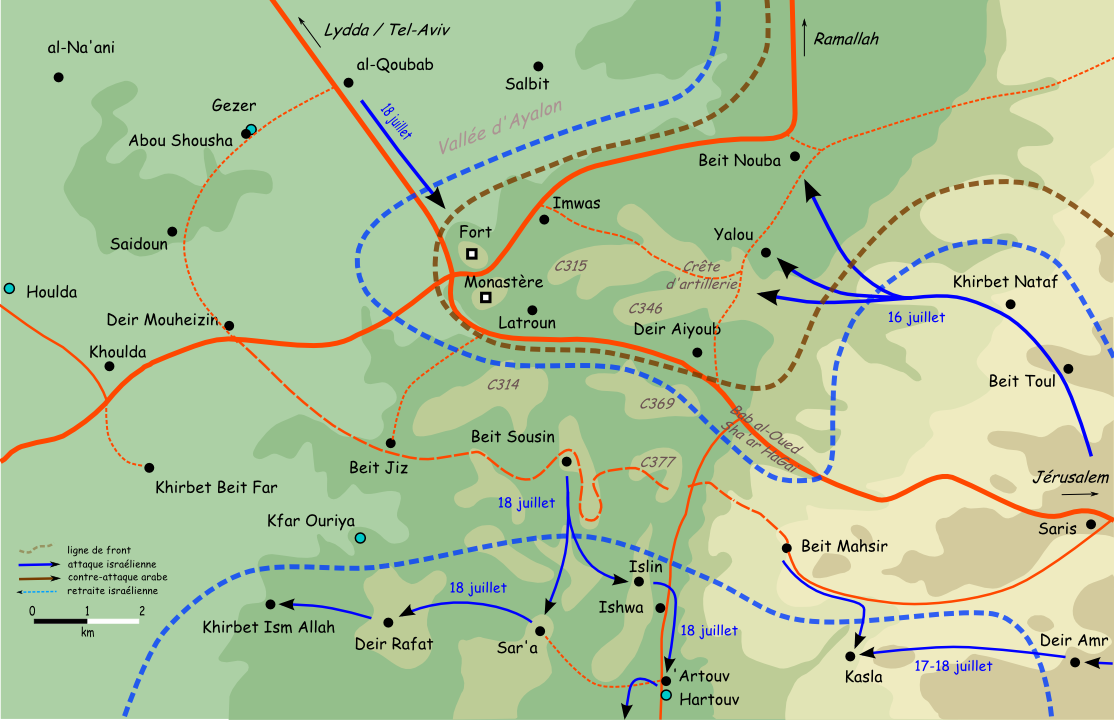
Plan des assauts menés contre la position de Latroun dans le cadre de l'opération Dani.

Après le mois de trêve qui a permis à Tsahal de reprendre des forces et de s'équiper, le point faible du dispositif israélien reste le front central et l'étroit couloir qui relie Jérusalem à la plaine côtière. L'État-Major décide de lancer l'opération Larlar dont l'objectif est de prendre Lydda, Ramle, Latroun et Ramallah et ainsi de complètement désenclaver Jérusalem-Ouest par le nord.
Pour remplir cet objectif, Yigal Allon se voit confier les brigades Harel et Yiftah (maintenant totalisant 5 bataillons), la 8e brigade blindée (nouvellement constituée des 82e et 89e bataillons), plusieurs bataillons d'infanterie des brigades Kiryati et Alexandroni et 30 pièces d'artillerie. La 7e brigade a quant à elle été déplacée sur le front nord.
Dans une première phase, entre les 9 et 13 juillet, les Israéliens prennent Lydda et Ramle puis resserrent l'étau autour de Latroun avec la prise de Salbit, mais les forces sont épuisées et l'État-Major renonce à la percée jusqu'à Ramallah. Deux attaques vont malgré tout être tentées contre Latroun.

#### Offensive contre l'est du dispositif jordanien (16 juillet)
La nuit du 15 au 16 juillet, plusieurs compagnies de la brigade Harel mènent un assaut contre Latroun par l'est, aux alentours de la « crête d'artillerie » et des villages de Yalou et Beit Nouba. Ils progressent dans les collines via les villages de Beit Toul (en) et Khirbet Nataf en transportant leur matériel à dos de mules. Après plusieurs heures de combats et les contre-attaques des véhicules blindés de la Légion arabe, ils sont finalement repoussés mais parviennent à conserver le contrôle de plusieurs collines,,. Au total, les Israéliens dénombrent 23 morts et de nombreux blessés.

#### Assaut direct contre le fort de police (18 juillet)
L'État-Major décide de tenter le 18 juillet, une heure avant l'entrée en vigueur du cessez-le-feu, un assaut frontal de jour contre le poste de police. Les services de renseignements indiquent en effet qu'il est « peu probable » que les forces de la Légion dans le secteur soient « substantielles ».
Le matin, des opérations de reconnaissances sont menées dans le secteur, mais ne permettent pas de confirmer ou d'infirmer les informations des services de renseignement. À 18 h, 2 tanks Cromwell pilotés par des déserteurs britanniques, et secondés par un bataillon de la brigade Yiftah véhiculé dans des half-tracks se lance à l'assaut du poste de police avec un soutien d'artillerie.
Quand les forces israéliennes arrivent à 500 mètres du fort, elles sont soumises au tir de l'artillerie jordanienne. Vers 18 h 15, un des chars est touché (ou bien a une avarie mécanique) à hauteur du camp de détention et doit retourner à al-Qoubab (en) pour réparation. Le reste des forces attend son retour et l'attaque reprend vers 19 h 30 mais est abandonnée peu après 20 h.
Les Israéliens dénombrent entre 9 et 12 victimes.
En parallèle, des éléments de la brigade Harel prennent une dizaine de villages au sud de la route de Birmanie de manière à élargir et sécuriser le couloir de Jérusalem. La plupart des habitants ont fui les combats dès avril mais ceux qui ne l'ont pas fait sont systématiquement expulsés.

### L'assaut final?
Durant la seconde trêve qui suit la « campagne des 10 jours », les Israéliens ont acquis la supériorité militaire totale sur leurs adversaires et le Cabinet étudie où et quand frapper. Les choix peuvent se diriger vers l'enclave arabe en Galilée, tenue par les forces de l'Armée de libération arabe ; vers la Samarie et la Judée, tenue par les Irakiens et les Jordaniens ; ou enfin le Sud Neguev tenu par les Égyptiens.
Chaque option présente ses avantages et inconvénients. Toutefois, le 24 septembre, une attaque effectuée par des irréguliers palestiniens dans le secteur de Latroun et au cours de laquelle 23 soldats israéliens trouvent la mort précipite les débats. Le 26 septembre, David Ben Gourion défend devant son Cabinet le point de vue d'attaquer une nouvelle fois Latroun et de conquérir la Cisjordanie,.
Après discussions, la motion est rejetée par 7 voix contre 5. Selon Benny Morris, les arguments qui ont pesé dans la balance sont les répercussions internationales négatives pour Israël du récent assassinat du Comte Bernadotte ; les craintes des conséquences de l'attaque sur l'accord avec Abdallah ; les craintes que la défaite de la Légion arabe ne provoque l'intervention militaire britannique par l'activation de l'accord de défense mutuel entre la Jordanie et la Grande-Bretagne ; et enfin les conséquences démographiques de l'incorporation de plusieurs centaines de milliers de citoyens arabes supplémentaires à Israël.
Ben Gourion qualifie la décision du Cabinet de bechiya ledorot (« cause de lamentation pour des générations ») en considérant qu'Israël renonce peut-être à jamais à la vieille ville de Jérusalem et à la Judée et la Samarie.

## Conséquences

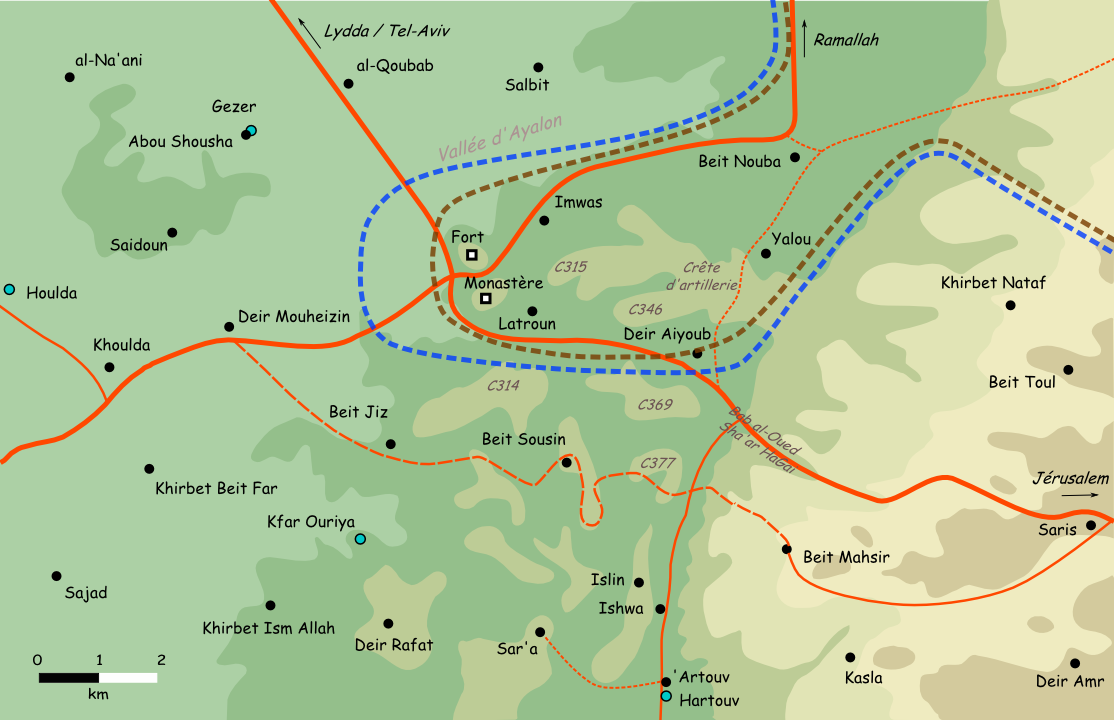
Zone de Latroun (19 juillet 1948).

Au niveau opérationnel, l'ensemble des assauts sur Latroun se solde par des défaites israéliennes et des victoires jordaniennes : bien que parfois mis à mal, les Jordaniens repoussent tous les assauts et conservent le contrôle de la route reliant la plaine côtière à Jérusalem tandis que les Israéliens déplorent 168 morts, et de nombreux blessés.
Au niveau stratégique, le résultat est mitigé :
- la « route de Birmanie » permet aux Israéliens de contourner Latroun et d'assurer le ravitaillement des 100 000 habitants juifs de Jérusalem-Ouest en vivres, armes et munitions et ainsi d'éviter sa chute ;
- si le contrôle de Jérusalem-Ouest par les Israéliens mobilise une partie des armées arabes loin de la plaine côtière, le contrôle de Latroun par les Jordaniens, à 15 km de Tel-Aviv, reste une menace qui mobilise une partie importante des forces israéliennes[27] ;
- Latroun est un point pivot du dispositif de la Légion : Glubb Pacha y a massé un tiers de ses troupes ; sa chute aurait certainement conduit à la chute de la Jérusalem arabe et la prise de l'ensemble de la Cisjordanie par les Israéliens[60].

Lors des discussions d'armistice israélo-jordanienne à Rhodes, les Israéliens demandent sans l'obtenir, le retrait de la Légion de Latroun. La position restera sous contrôle jordanien jusqu'à la guerre des Six Jours.

## Historiographie

### Historiographie et mémoire collective israéliennes
Il existe une distance, parfois très grande, entre les « faits établis par la recherche historique » et l'image que la « mémoire collective » en conserve. C'est le cas pour la bataille de Latroun qui est devenue un « mythe fondateur » en Israël.

#### La clairvoyance stratégique du commandant en chef

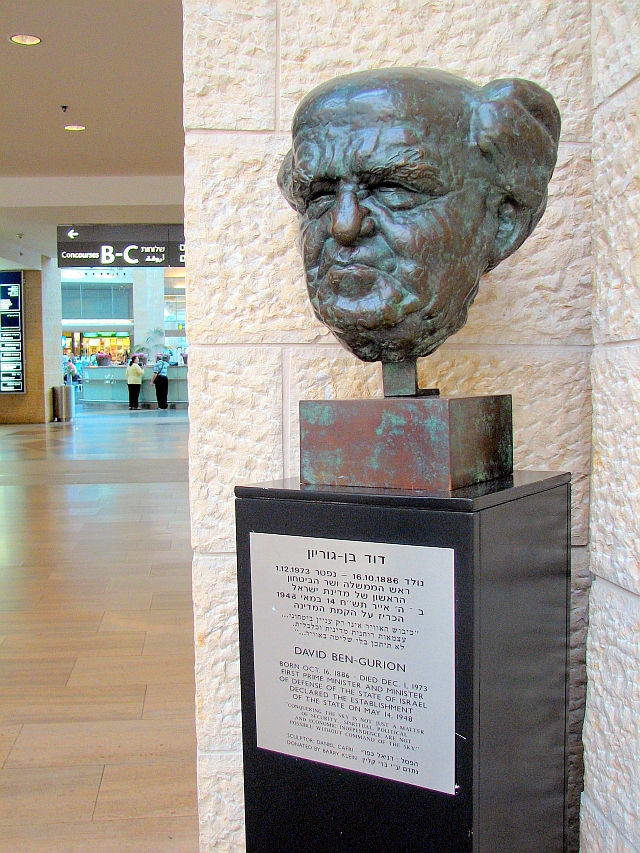
Buste de David Ben Gourion par le sculpteur Daniel Cafri, aéroport de Tel-Aviv.

La première version de la bataille de Latroun est forgée par David Ben Gourion et son entourage.
Au début, le pouvoir reste silencieux sur la bataille. Toutefois, le 27 mai, le quotidien israélien Maariv rapporte avec scepticisme les comptes rendus arabes qui parlent d'une grande victoire de la Légion avec 800 morts israéliens. En réaction, la presse israélienne souligne que le but de l'opération n'était pas de prendre Latroun, mais de frapper la Légion et, le 1er juin, elle publie les chiffres de 250 morts côté arabe et 10 morts, 20 blessés et 20 blessés légers côté israélien.
À partir du 14 juin, l'accent dans la presse est mis sur l'« ouverture de la route de Birmanie » et dans le contexte d'une lutte entre l'État-Major et David Ben Gourion, ce dernier parle « d'une grande victoire » tandis que Yigaël Yadin parle lui d'une « défaite effroyable ».
La « version officielle » entre dans l'historiographie en 1955 du fait du lieutenant-colonel Israël Ber, pourtant adjoint et soutien de Yadin à l'époque des faits, qui publie Les batailles de Latroun. Cette étude, considérée par l'historienne et la sociologue Anita Shapira comme « la plus intelligente qui ait été écrite sur le sujet », place les batailles dans leurs plans militaire et politique. Elle conclut qu'au vu de l'importance tant morale que stratégique de Jérusalem, « les trois défaites tactiques survenues à Latroun […] assurèrent l'approvisionnement de [la ville] et constituèrent une manœuvre de diversion face à la Légion arabe […] [et] découlent de la clairvoyance stratégique du commandant en chef, capable d'identifier les éléments clés et de subordonner à sa vision générale les considérations tactiques, nécessairement limitées, du commandement militaire ».
Ber fait porter la responsabilité principale des défaites tactiques sur des défauts des services de renseignement et l'absence de commandement séparé sur les différents fronts. Il souligne également la présence d'immigrants mal entraînés, sans toutefois les blâmer, d'un équipement défectueux, et la difficulté pour une nouvelle armée de réussir une première opération visant à la capture d'une zone de défense organisée à l'avance. Il fournit les premières estimations des pertes de 50 morts dans le 32e bataillon de la brigade Alexandroni et de 25 morts dans le 72e bataillon de la 7e brigade (constituée partiellement d'immigrants).
Enfin, Ber fonde le mythe et dépeint les événements de Latroun comme « une épopée héroïque, de celles qui se produisent à la naissance d'une nation ou lors de la percée historique de mouvements de libération nationale ».

#### La négligence criminelle
Bien qu'il existe plusieurs événements de la guerre de 1948 qui ont été plus sanglants pour les Israéliens (comme le massacre de Kfar Etzion avec près de 150 morts ou celui du convoi du mont Scopus avec 78 morts), la bataille de Latroun est certainement l'événement de la guerre qui a provoqué le plus de « rumeurs, de récits et de controverses » en Israël.
Une première explication est que Latroun a continué à verrouiller la route de Jérusalem jusqu'à la guerre des Six Jours, contraignant les Israéliens à contourner le contrefort pour atteindre la ville, marquant ainsi chaque jour les consciences. Selon Anita Shapira, la raison principale qui fait néanmoins que l'événement ait gravé la mémoire collective et l'historiographie est qu'il s'est retrouvé le sujet d'une « lutte entre deux élites dirigeantes » : celle constituée par David Ben Gourion et les vétérans de l'Armée britannique d'un côté et celle constituée par ceux du Palmah et de la Haganah de l'autre.
Dans cette lutte d'influence qui dure jusque dans les années 1970 et dans les controverses qui alimentent régulièrement la presse jusqu'au milieu des années 1980, la thèse de la « nécessité stratégique » s'oppose à celle de la « négligence criminelle » avec en toile de fond, la participation des nouveaux immigrants à la bataille, forgeant ainsi un nouveau mythe.
D'un côté, les opposants à David Ben Gourion attaquent son « autorité morale ». On parle de l'« enfer de Latroun » où les immigrants, « vulgaire chair à canon » sont morts de soif faute de disposer de gourdes. Puis le nombre de victimes et la proportion d'immigrants parmi celles-ci enflent. Les chiffres passent de « plusieurs centaines de morts » à « entre 500 et 700 morts » puis à « entre 1 000 et 2 000 morts ». La proportion d'immigrants parmi les victimes va jusqu'à 75 %. On accuse même Ben Gourion d'avoir voulu l'échec de l'opération de manière à « créer le mythe de l'invincible Légion arabe et ainsi justifier la cession (l'abandon) de la cité de David à Abdallah » (Anita Shapira voit par ailleurs ici une prémisse à la thèse d'Avi Shlaïm portant sur une « collusion » entre Ben Gourion et Abdallah et qu'elle décrit également comme un mythe,). De l'autre côté, les partisans de David Ben Gourion mettent tantôt en avant le « sacrifice héroïque » des immigrants, tantôt font porter la responsabilité de l'échec sur leur faible entraînement.
Plusieurs ouvrages traitant de la guerre de 1948 sont publiés à l'époque, reprenant l'une ou l'autre vision tels que : John et David Kimche, Des deux côtés de la colline (le plus fiable) ; Dominique Lapierre et Larry Collins, Ô Jérusalem (le plus connu internationalement) et Dan Kurzman, Genèse, 1948 (le seul qui suscite réaction dans la presse israélienne).
Avec cette polémique en toile de fond, les recherches et l'historiographie sur Latroun sont monopolisées dans les années 1980 par l'ouvrage d'Arié Itzhaki, Latroun (en 2 volumes). Il rétablit le nombre exact de victimes, mais, au contraire d'Israël Ber (entretemps reconnu comme espionnant pour le compte de l'Union soviétique), il dépeint la bataille comme « le plus grave échec de toute l'histoire d'Israël » dont il fait porter la responsabilité stratégique sur David Ben Gourion, pris de panique par la situation de Jérusalem et la responsabilité tactique sur les erreurs du haut commandement de la brigade et non sur les immigrants qui ont subi (de son point de vue) un entraînement suffisant.

#### Le drame de l'aliénation

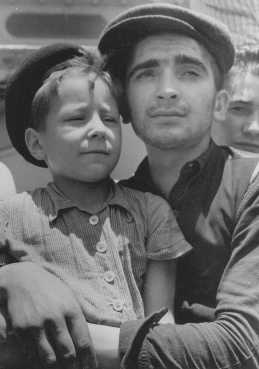
Yisrael Meir Lau (8 ans) dans les bras d'Elazar Schiff, survivants de Buchenwald lors de leur arrivée à Haïfa le 15 juillet 1945.

Les premières années après sa fondation, Israël connaît un problème social d'intégration des nouveaux immigrants arrivés après la guerre d'indépendance, qui ont au mieux vécu le traumatisme d'un déracinement — pour les réfugiés des pays arabes — et souvent les camps de la mort et 6 années de guerre. Cette intégration est d'autant plus difficile que les Sabras, nés en Palestine mandataire, occupent l'essentiel des fonctions dirigeantes et qu'Israël met en avant l'image de son « sabra fort et courageux, héros sans peur, dédaignant la faiblesse et l'échec ». Le phénomène est encore accentué avec la victoire israélienne de la guerre des Six Jours.
Toutefois, les incertitudes et les remises en cause de la guerre du Kippour brisent cette image et font remonter à la surface le spectre de la Shoah. La mémoire collective évolue et cherche désormais à intégrer l'histoire des difficultés, des défaites, des souffrances et des sacrifices. En parallèle, une nouvelle élite apparaît avec les Juifs orientaux et la prise de pouvoir de Menahem Begin qui, l'un et l'autre, n'ont que très peu de liens avec le passé d'avant 1948.
Dans ce contexte, le « mythe de Latroun » devient l'exutoire « des frustrations et de l'amertume des nouveaux immigrants » et un catalyseur de leur intégration dans une société où « le survivant de la Shoah dev[ient] l'un des nouveaux porteurs de la mémoire collective [en tant que] réfugié qui [a] immigré en Israël au prix de maintes difficultés, [a] été confronté à une réalité hostile et menaçante et y [a] acquis sa place par son sang [et] sa participation à la guerre ».
Cette appropriation se fonde sur le noyau factuel de la participation d'immigrants à la bataille et le noyau mythique lié à l'imprécision sur le nombre de victimes, l'abandon des blessés sur le champ de bataille ainsi qu'aux rumeurs qui font de l'épisode de Latroun la bataille la plus dure et l'échec le plus important de la guerre.
L'influence sur l'historiographie se fait ressentir principalement dans la presse et aux travers de débats où « les immigrants veulent simplement s'assurer que leur contribution à la bataille s'inscrit dans la mémoire collective sous un signe positif. » Elle n'apporte pas de nouveaux documents mais s'exprime aux travers de témoignages « tardifs » de participants aux événements. Elle ne remet pas en cause et ne participe pas aux polémiques des deux versions précédentes mais prétend à « un rôle autonome [donnés aux immigrants] là où la documentation historique ne leur accorde qu'un rôle secondaire ».

#### Le mythe de la culpabilité

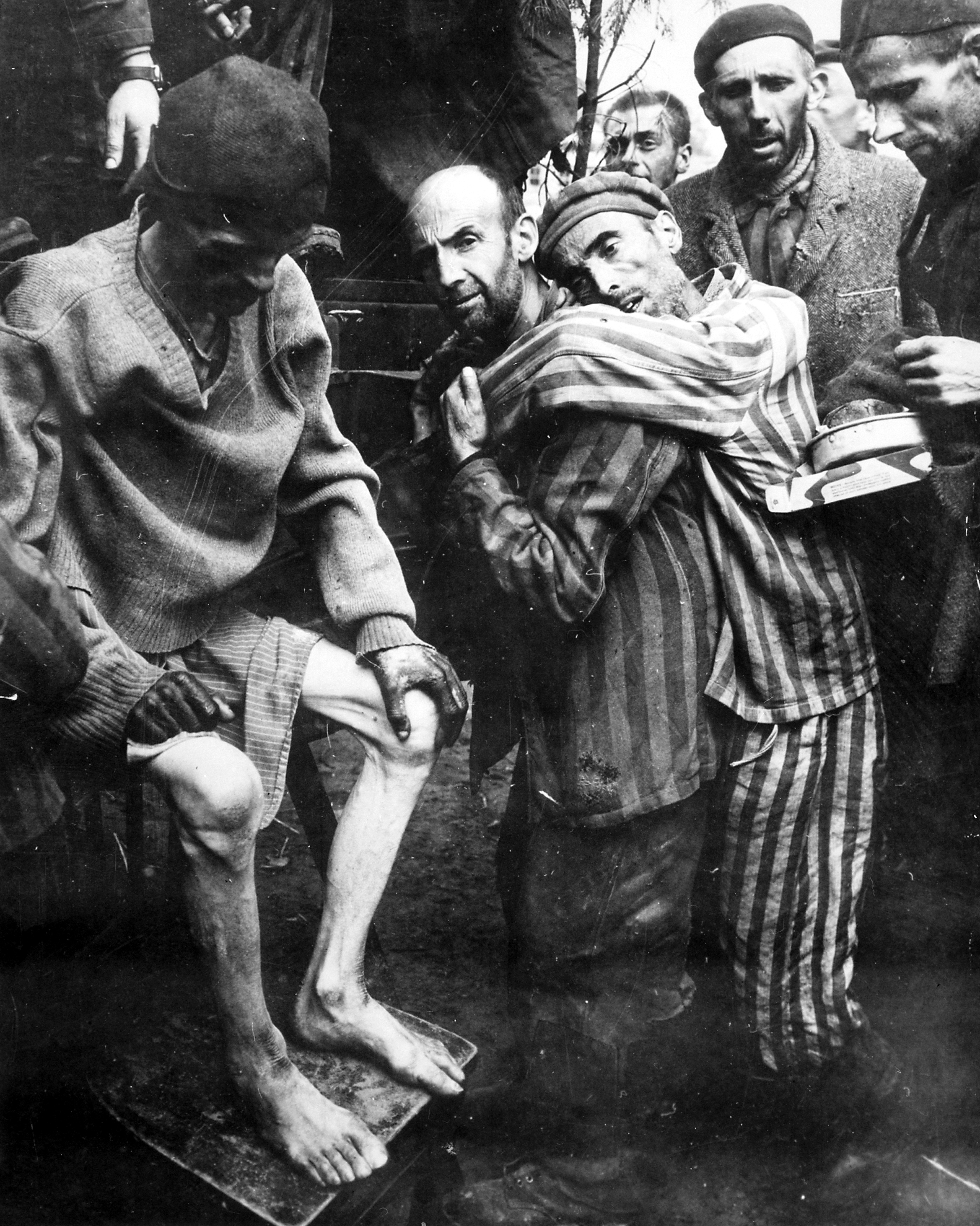
Survivants du camp de Wöbbelin (1945).

Dans les années 1980, en parallèle avec la montée de l'idéologie post-sioniste, l'historiographie de la bataille de Latroun évolue vers une représentation de la « culpabilité » et vers un « acte d'accusation » contre un « État né dans le péché », « l'hypocrisie », « les faux-semblants » et « le sang des rescapés de la Shoah » qui « venus y chercher une nouvelle vie n'y ont trouvé que la mort ».
Cette version se traduit au travers de plusieurs poèmes dont le plus célèbre et le plus provocateur est composé par Gabi Daniel (pseudonyme de Benjamin Harushovsky-Harshav) et intitulé Pierre le Grand :
Pierre le Grand
pava la capitale, Saint-Pétersbourg, 
dans les marais du nord
sur les os des paysans.
David Ben-Gourion
pava
la route vers la route de Birmanie, qui contourne
la route vers la route de la capitale, Jérusalem, 
avec les os de jeunes gens rescapés de la Shoah.
Dans ce poème, on trouve « les thèmes de la déshumanisation et de l'instrumentalisation des survivants de la Shoah », avec d'un côté David Ben Gourion et à travers lui « le jeune Hébreu innocent de la race supérieure » et de l'autre « des jeunes gens sans nom et sans visage, censés trouver le salut en Israël. »
Anita Shapira voit dans ce nouveau mythe le besoin de rejeter l'identité avec le passé et de renoncer à la mémoire commune. Bien que dans l'Israël des années 1980, la critique des mythes fondateurs de l'État soit répandue, la réception de cette proposition d'abandon est mitigée et « [cette] version de Latroun destinée à faire exploser le mythe du rassemblement des exilés [reste] limitée à l'orbite d'un groupe radical à l'intérieur de la communauté intellectuelle [israélienne] ».

#### Khirbet Kourikour
Une bataille menée dans la zone connaît un sort tragique pour les Israéliens et est complètement occultée de la mémoire collective.
Le 18 juillet, une compagnie du 1er bataillon de la brigade Yiftah reçoit l'ordre de capturer Khirbet Kourikour, un avant-poste dominant la seule route d'accès à Latroun pour la Légion et situé à quelques kilomètres au nord du saillant. Bien que meilleurs que lors des opérations précédentes, les services de renseignement n'ont pas informé l'officier responsable de l'opération que juste à côté se trouve un autre avant-poste, occupé par une compagnie renforcée de la Légion. Celle-ci observe les opérations tout en faisant appel à des renforts notamment de véhicules blindés. Quand elle lance la contre-attaque, les Israéliens sont pris sous un feu croisé et dans un mouvement d'encerclement. Aucune force n'étant disponible pour les renforcer, ils doivent faire retraite sans couverture et en plein jour. 45 soldats israéliens, pour la plupart âgés entre seize et dix-sept ans, perdent la vie.
Alors que cette bataille fut une des plus sanglantes des opérations autour de Latroun, Anita Shapira souligne qu'elle n'a pas marqué la mémoire collective israélienne. « [Si] le succès a de nombreuses paternités, […] l'échec reste un orphelin. […] Les morts de Kourikour n'entrèrent jamais dans le panthéon de la mémoire nationale israélienne. […] [Alors qu'on polémiqua sur de nombreux détails], la perte de 45 soldats […] aurait dû poser questionnement. Mais ils moururent d'un côté de l'arène qui s'avéra sans importance vu qu'il ne devait pas décider du sort de la campagne ».

#### Commémoration
Après la crise de Suez et la guerre des Six Jours, le corps des blindés devient l'arme la plus importante de Tsahal. Pour des raisons techniques (distance par rapport aux bases) et parce que des lieux plus mythiques sont maintenant accessibles, les officiers débattent pour transférer le lieu de prestation de serment des nouvelles recrues de Massada vers un endroit plus approprié. C'est Latroun qui est finalement choisi.
Dans les années 1980, un complexe de commémoration et un musée sont ainsi construits autour du fort de police. Le complexe abrite un mur recueillant le nom de tous les soldats tombés depuis la « guerre d'indépendance », un monument à la gloire des héros et un autre pour se recueillir (« pleurer »). Le musée accueille près de 200 tanks et véhicules blindés divers.

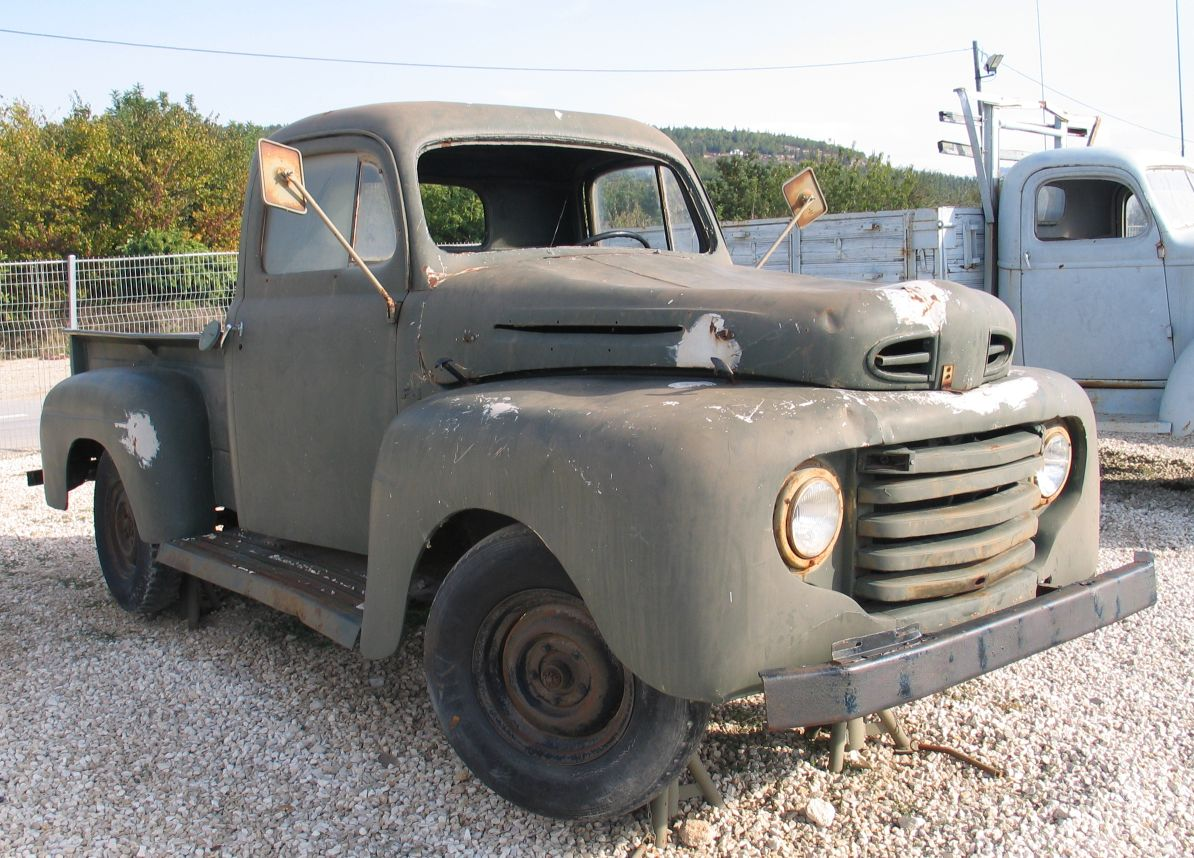
Camion Ford utilisé par la Haganah pour le transport de troupes.
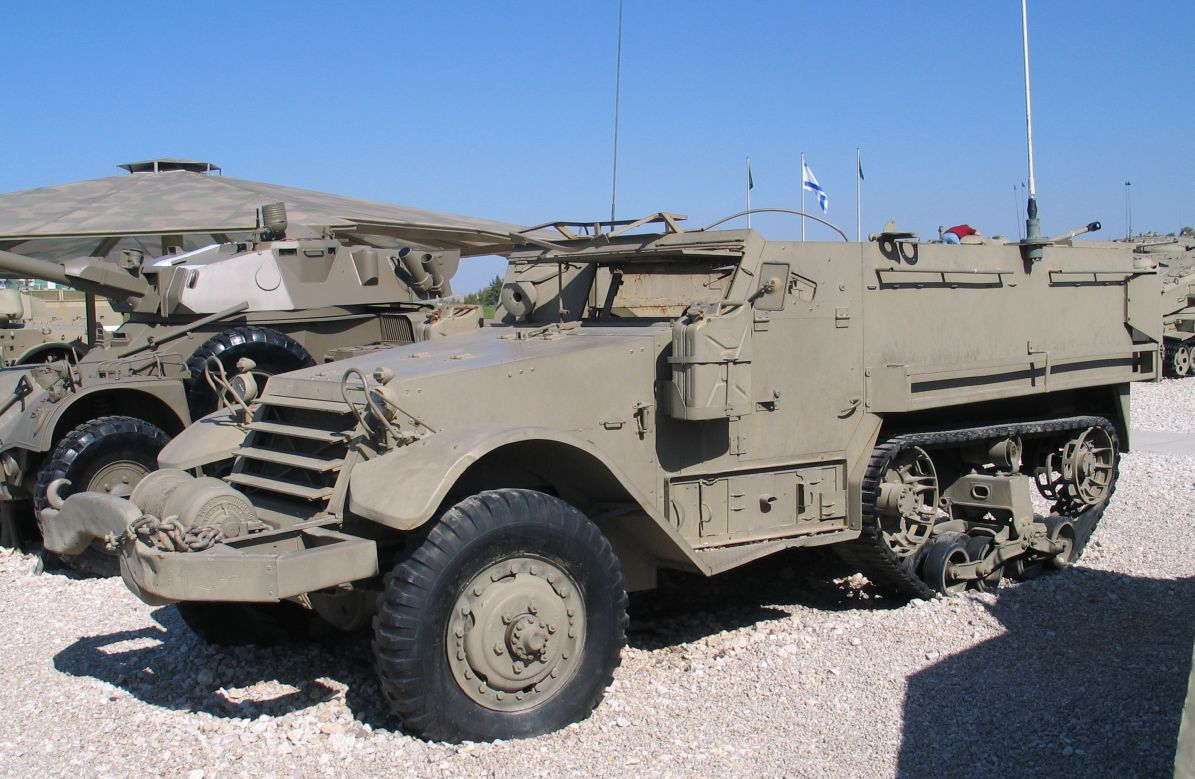
Halftrack utilisé lors de l'opération Ben Nun Bet.
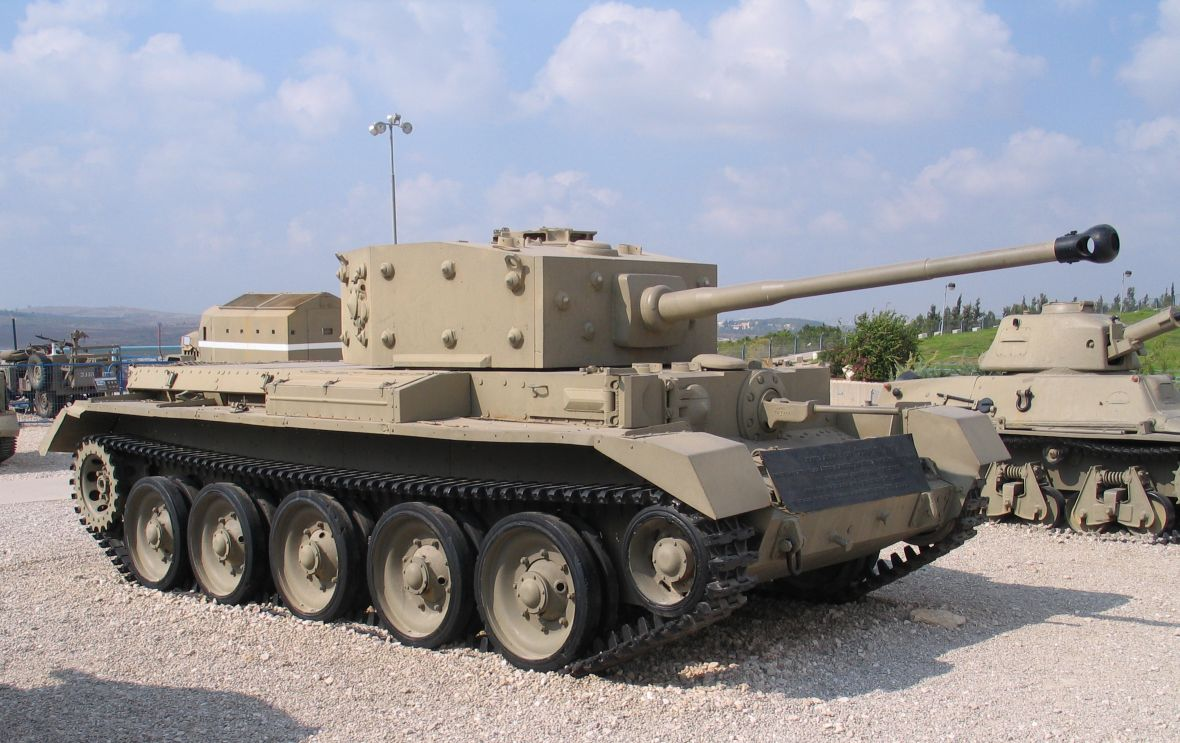
Tank Cromwell utilisé lors de l'assaut du 18 juillet contre le fort de Latroun.
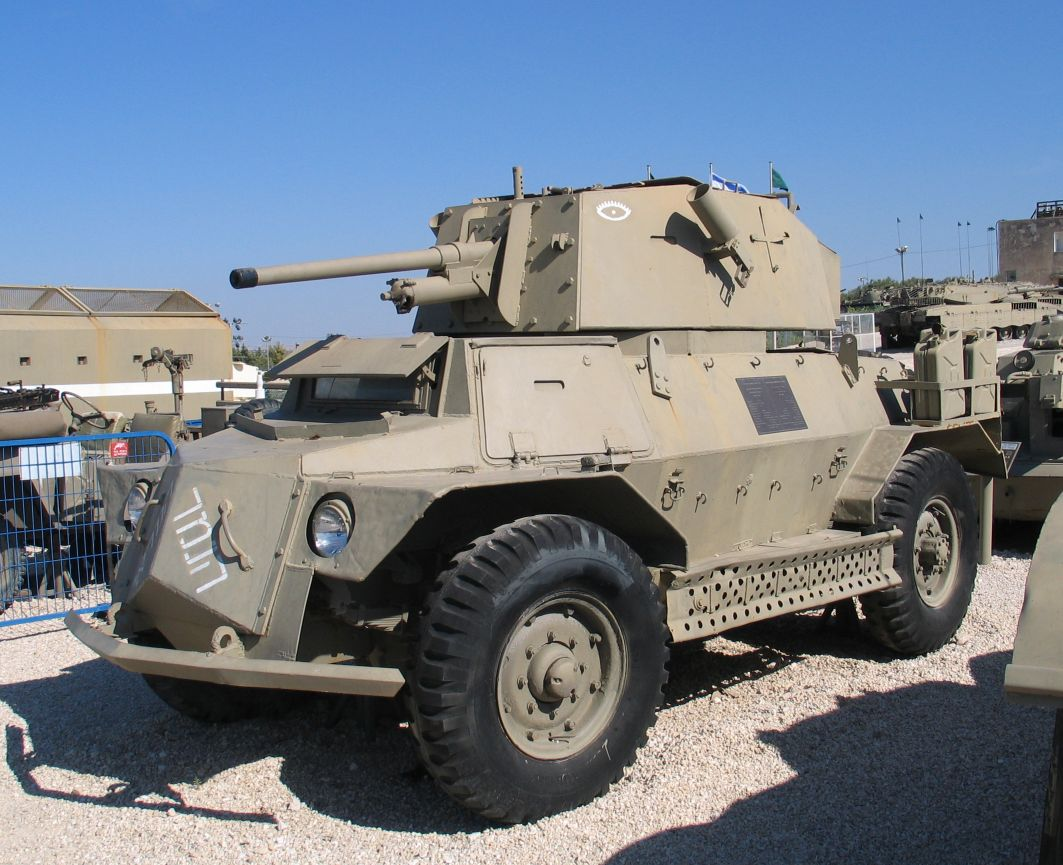
Marmon Herrington MkIVF de la Légion arabe.

### Historiographie jordanienne

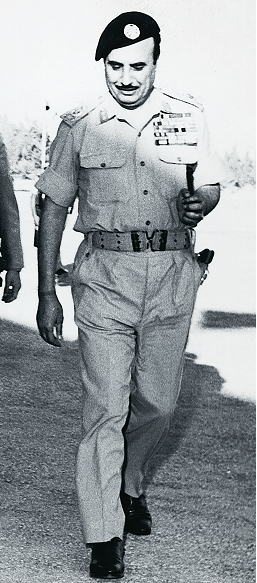
Lieutenant colonel Habes al-Majali, commandant du 4e régiment de la Légion arabe.

Selon l'historien Eugène Rogan, l'historiographie jordanienne de la guerre de 1948 se base essentiellement sur les Mémoires d'officiers jordaniens qui ont pris part aux combats ou d'historiens « nationalistes ». Il estime ces travaux « non critiques » et « loyalistes » envers le régime et cite : Mes Mémoires d'Habes al-Majali, commandant du 4e régiment ; Les batailles de Bad al-Oued de Mahmoud al-Ghussan, un de ses officiers d'État-Major ; Sur la route de Jérusalem de Ma'n Abu Nuwar (en), officier de la Légion arabe puis historien jordanien et Soldat avec les arabes de John Bagot Glubb.
L'historiographie jordanienne présente Latroun comme un grand succès de la Légion arabe dans la défense de Jérusalem où avec un contingent de 1 200 hommes, elle résiste à l'assaut de 6 500 soldats israéliens. Elle évalue également les pertes israéliennes entre 400 et 800 morts. Glubb les évalue à 600 morts pour le premier assaut et à 600 autres pour les 2 assauts suivants.
Habes al-Majali est également considéré comme « le seul commandant arabe à avoir administré une défaite aux Israéliens en 1948 et à avoir restauré un peu d'honneur aux Arabes ». Selon sa version des événements, il aurait même capturé et soigné Ariel Sharon au cours de la bataille et c'est le colonel Ashton (son supérieur britannique, commandant de la 3e brigade) qui lui aurait interdit de pilonner davantage la route de Birmanie, ce qui aurait pu empêcher sa construction. Après la guerre, il devient garde du corps du roi Abdallah 1er de Jordanie. Il sera nommé chef d'État-Major en 1957 et ministre de la Défense en 1967.

### Historiographie et mémoire collective palestiniennes

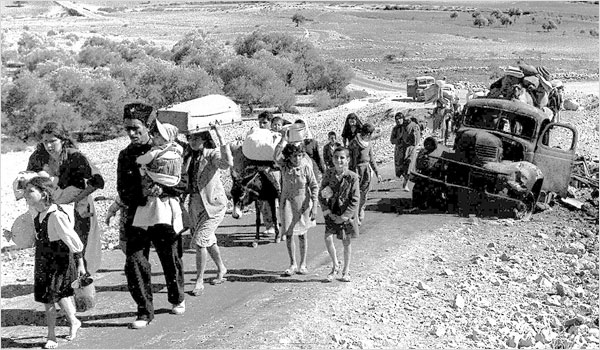
Réfugiés palestiniens lors de l'exode de 1948.

L'historiographie palestinienne ne diffère pas particulièrement de l'historiographie israélienne en ce qui concerne la bataille. Elle se base d'ailleurs sur cette dernière pour en relater les événements, sans toutefois en faire un élément important, ni en rappeler les caractères mythiques. Dans son ouvrage All That Remains: The Palestinian Villages Occupied and Depopulated by Israel in 1948, Walid Khalidi identifie le premier assaut aux attaques menées par la brigade Guivati lors de l'opération Maccabée. Il souligne également la résistance offerte par l'Armée de libération arabe et les irréguliers palestiniens, « inspirés par Abd al-Kader al-Husseini » (mort un mois auparavant).
Toutefois, l'historiographie et la mémoire collective palestiniennes mettent principalement en avant l'exode des populations arabes palestiniennes durant la Guerre de 1948, parfois accompagné d'expulsions, de massacres ou de la destruction de leur village et qu'elles assimilent à « un nettoyage ethnique »,. Dans la zone de Latroun, ce sont une vingtaine de villages et environ 10 000 Arabes palestiniens qui sont concernés. Une partie des habitants a fui durant les combats du mois d'avril et la majeure partie s'enfuit quand les Israéliens attaquent leur village lors des opérations suivantes. Toutefois, après leur prise, les soldats expulsent systématiquement les habitants qui ne sont pas partis. Pour les pousser à partir, ils sont intimidés. Un massacre de 30 à 70 d'entre eux a probablement lieu à Abou Shousha, quelques jours après sa prise. La plupart des villages sont ensuite rasés, soit pour qu'ils ne servent pas de base aux irréguliers arabes, les soldats israéliens ne pouvant pas les occuper, soit pour empêcher le retour de leurs habitants. Dans certains cas, des implantations seront construites à leur place ou à proximité,,.

### Confrontation des historiographies dans le contexte de la guerre de 1948
Pour beaucoup d'Israéliens, Latroun constitue une preuve factuelle de leur faiblesse dans la guerre qui les a opposés aux États arabes et aux Palestiniens. Ils y ont perdu de nombreux soldats et aucun des cinq assauts n'a permis de prendre cette position stratégique qui empêchait le ravitaillement de Jérusalem-Ouest, ce qui aurait mené à sa capitulation. Ils ont été « sauvés » in-extremis à deux reprises de cette situation, par l'opération Nahshon et l'aménagement de la route de Birmanie. La présence et le blocus de la Légion arabe à Latroun sont perçus comme une agression arabe visant à faire tomber Jérusalem.
Sans la remettre en cause, les « nouveaux historiens » nuancent cette analyse, en soulignant que par rapport aux Palestiniens (lors de l'opération Nahshon), les forces israéliennes étaient sans conteste supérieures et que par rapport aux armées arabes, la situation d'équilibre initiale a rapidement évolué après juillet vers une situation de suprématie dont tous les protagonistes avaient conscience,. Ils avancent que la présence de la Légion arabe à Latroun, en territoire sous contrôle arabe, était indispensable pour empêcher la prise de toute la Cisjordanie par les Israéliens, d'ailleurs envisagée en septembre.
Certains d'entre eux vont plus loin et soulignent une « compréhension », une « entente », voire une « collusion » qui existaient entre Israël et Abdallah de Transjordanie lors de la guerre dans le but de se partager la Palestine. Dans ce contexte, du fait que Latroun se trouve dans la partie dévolue aux Arabes palestiniens (ou à Abdallah) et en rajoutant que l'intervention de la Légion à Jérusalem même n'était pas préméditée mais répondait à plusieurs attaques israéliennes, mais en ne tenant pas compte de la situation d'encerclement et de siège de la population juive de Jérusalem, les Israéliens deviennent les agresseurs. Cette dernière approche a été particulièrement critiquée par plusieurs historiens israéliens. Ilan Pappé, quant à lui, poursuit le raisonnement en voyant dès lors dans l'opération Ben Nun une instrumentalisation des nouveaux immigrants envoyés volontairement à la mort.
La situation de Latroun et les combats qui s'y sont déroulés ne sont pas mis en avant par l'historiographie palestinienne qui considère que la supériorité militaire israélienne fut une constante tout au long des combats. Ils voient Latroun comme un accroc dans un plan israélien prémédité de longue date visant la conquête et le nettoyage ethnique de toute la Palestine. Pour les mêmes raisons, les Jordaniens voient Latroun comme un acte de résistance héroïque.

### Documentation
: sources principales utilisées dans la rédaction de l’article.

#### Ouvrages traitant des opérations militaires menées à Latroun
- (en) Ma'n Abu Nuwar, The Jordanian-Israeli War 1948-1951: A History of the Hashemite Kingdom of Jordan, Ithaca, 1999  (ISBN 0863722865)
- (en) Yoav Gelber, Palestine 1948, Sussex Academic Press, Brighton, 2006  (ISBN 1845190750).
- (en) Efraïm Karsh, The Arab-Israeli Conflit - The Palestine War 1948, Osprey Publishing, 2002  (ISBN 1841763721).
- (en) Walid Khalidi, All That Remains: The Palestinian Villages Occupied and Depopulated by Israel in 1948, Institute For Palestine Studies, 1992
- (he) Ariè Itzchaki, Latroun. La bataille pour la route de Jérusalem, Jérusalem, 1982.
- (fr) Dominique Lapierre et Larry Collins, O Jérusalem, Robert Laffont, 1971  (ISBN 2266106988).
- (he) Ytzhak Levi, Nine Measures: The Battles for Jerusalem in the War of Independence, Ma'arachot, 1986.
- (en) Benny Morris, 1948, Yale University Press, 2008  (ISBN 0300126964).
- (en) David Tal, War in Palestine 1948. Strategy and Diplomacy., Frank Cass & Co, 2003  (ISBN 071465275X).

#### Biographies de protagonistes
- (en) Benny Morris, The road to Jerusalem, I.B. Tauris, 2002  (ISBN 1860648126).
- (en) Anita Shapira, Igal Allon, Native Son. A Biography, University of Pennsylvania Press, 2007  (ISBN 9780812240283).
- (en) Neil Silberman (en), A Prophet from Amongst You: The Life of Yigael Yadin, Soldier, Scholar, and Mythmaker of Modern Israel, Addison Wesley, 1994.
- (he) Mordechai Naor (de), Laskov, Keter, 1988.

#### Ouvrages traitant de l'historiographie israélienne
- (en) Glenda Abramson (éditeur), Modern Jewish Mythologies, Hebrew Union College Press, 1993  (ISBN 0878202161). En particulier, l'article d'Anita Shapira, Myth and Identity: the case of Latrun 1948, p. 37-56 partiellement consultable sur google.books.
- (fr) Anita Shapira, L'imaginaire d'Israël : histoire d'une culture politique, Calmann-Lévy, 2005  (ISBN 978-2702136331). En particulier, chap.III - Latroun 1948 : La mémoire de la bataille, p. 89-135 (version française de l'article précédent).
- (fr) Avi Shlaïm, « Le débat sur 1948 » (Traduction de Philippe Bourmaud), International Journal of Middle East Studies, vol. 27, no 3, août 1995, p. 287-304), dans la revue Labyrinthe. Atelier interdisciplinaire.

#### Articles relatifs à l'historiographie jordanienne
- (en) Eugène Rogan, et Avi Shlaïm (éditeurs), La guerre de Palestine 1948. Derrière le mythe, chap. 4, Eugène Rogan, La Jordanie et 1948 : persistance d'une histoire officielle, Cambridge University Press, 2001  (ISBN 2746702401).

#### Cartographie
- (en) Carte détaillée de Palestine réalisée en 1946 et comprenant l'ensemble des routes, villes, villages et implantations. Elle est signée par Moshe Dayan et A. Sudki El-jundi et comporte également le tracé de la Ligne verte (site palestineremembered consulté le 24 juillet 2008).
- (en) Carte actuelle de la route de Jérusalem avec les principales routes et implantations (site de l'université du Texas consulté le 24 juillet 2008).

#### Documents officiels d'époque
- (en) Folke Bernadotte, Progress Report of the United Nations Mediator On Palestine Submitted to the Secretary-General for Transmission to the Members of the United Nations, rapport A/648, 16 septembre 1948.

#### Témoignages
- (ar) Ma'n Abu Nuwar, Fi sabil al-quds (Sur la route de Jérusalem), Amman, 1968.
- (ar) Mahmoud al-Ghussan, Ma'arik Bal al-Wad (Les batailles de Bad al-Oued), Amman, non daté (1950[98]?).
- (fr) John Bagot Glubb, Soldat avec les arabes, Plon, 1958.
- (ar) Habes al-Majali, Moudhakkirati (Mes Mémoires), Amman, 1960.
- (fr) Yitzhak Rabin Mémoires, Buchet/Chastel, 1980  (ISBN 0-520-20766-1).
- (en) Shlomo Shamir The Battle for Jerusalem, Posner, 2001  (ISBN 9652190209).
- (en) Ariel Sharon, Warrior. An Autobiography, Simon & Schuster, 1989  (ISBN 0671605550), p. 47-61.
- (fr) Ariel Sharon, Entretiens intimes avec Uri Dan, Michel Lafon, 2006,  (ISBN 2749904595), p. 23-34.
- (en) Anonymes, First-hand Accounts from the Jewish Brigade, Digital Video Interviews, University of Illinois.

#### Filmographie
- (en) L'Ombre d'un géant, produit et réalisé par Melville Shavelson, 1966 et visualisable sur YouTube en plusieurs parties.
- (en) Is Jerusalem Burning? Myth, Memory and the Battle of Latrun, documentaire sur le rôle mythique de Latrun dans l'identité israélienne.

#### Littérature
- (en) Ram Oren, Latrun, 2002  (ISBN 965-7130-10-7), roman se déroulant dans le contexte des opérations Ben Nun et Ben Nun Bet.